# Rups

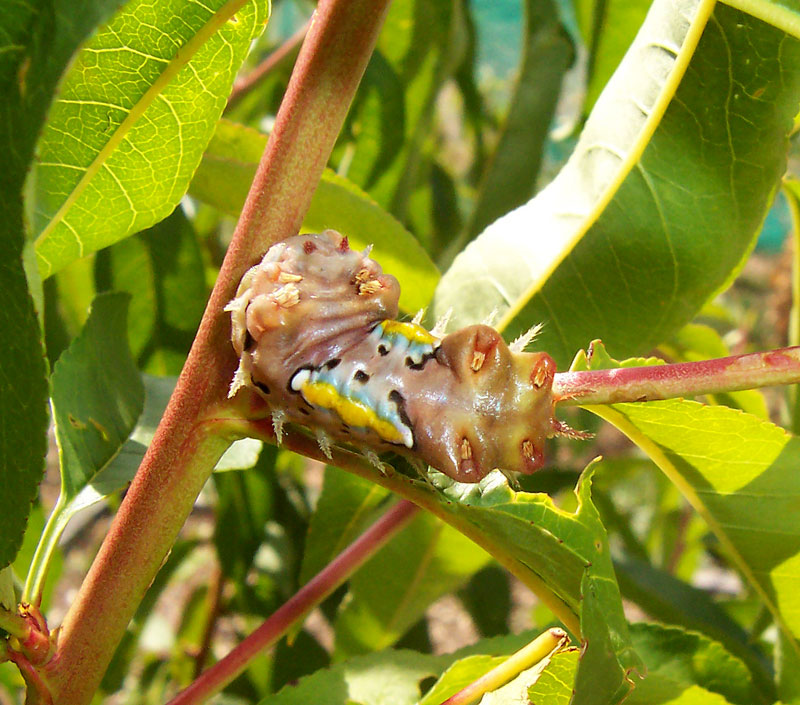
Rups van Doratifera vulnerans

Een rups is de larve van een vlinder. Rupsen zijn over het algemeen onopvallende insecten, maar toch spelen soorten als de zijderups en de eikenprocessierups een grote rol in het dagelijks leven van de mens en zijn ze bij het grote publiek bekend.
Ook ecologisch gezien zijn rupsen een belangrijke groep; niet alleen werken ze enorme hoeveelheden plantaardig materiaal weg (het zijn snelle groeiers), ook zijn ze een prooi voor de meest uiteenlopende dieren; van vogels tot sluipwespen. Ze hebben een karakteristieke bouw die maar met weinig larven van andere insectenorden kan worden verward. Rupsen hebben vele verfijnde trucjes om uit handen van vijanden te blijven; soms zijn ze tot last van de mens.

## Groei
Rupsen moeten enorme hoeveelheden voedsel wegwerken, omdat ze vaak bladeren eten waar niet veel energie in zit. Bovendien moeten ze sterk groeien; bij veel soorten is de bijna volgroeide rups duizenden keren groter en zwaarder dan een net uit het ei gekropen rups. Het zijn hiermee de snelst groeiende organismen uit het dierenrijk, een van de extreemste soorten wordt 10.000 keer zwaarder in minder dan 20 dagen. De energie die wordt opgeslagen wordt niet alleen gebruikt om de verandering van pop tot vlinder mogelijk te maken. Veel vlinders nemen geen voedsel meer op als ze uit de pop komen. Alle energie die wordt gebruikt om te vliegen, een partner te zoeken en zich voort te planten is bij deze soorten als rups bij elkaar gegeten.
Vrijwel alle rupsen hebben een waardplant, dit is de plant waar de rups van eet. Het hoeft geen aparte soort te zijn, soms zijn alle of veel soorten uit een geslacht of familie van planten ook goed. Voorbeelden zijn de dagpauwoog, waarvan de rupsen brandnetels eten. De rups van de Sint-jacobsvlinder leeft op jacobskruiskruid, de eikenprocessierups op de eik en de zijdevlinder op witte moerbei. Niet alle rupsen eten overigens plantendelen als bladeren, sommige eten dood materiaal (zoals de pels- en de kleermot) of jagen als vleeseters op prooidieren.
Rupsen vervellen meestal vier tot vijf keer in hun leven, iedere keer als ze uit hun jasje groeien barst de huid open. Ieder stadium wordt een 'instar' genoemd, veel soorten zien er als kleine rups anders uit dan in het laatste stadium. Daarna vindt verpopping plaats, en komt de volwassen vlinder tevoorschijn. De duur van het popstadium verschilt van enige dagen tot maanden, afhankelijk van de soort en de omstandigheden. Voornamelijk rupsen, maar ook de poppen, zijn gevoelig voor temperatuurschommelingen en een te hoge of lage luchtvochtigheid.

## Bouw

Bouw van de rups. A – kop, B – borststuk, C – achterlijf,
1 – prothorax scutum,
2 – stigma,
3 – 'echte' poten,
4 – middenachterlijfpropoten,
5 – anale propoot,
6 – anale plaat,
7 – tentakel,
a – samengesteld oog,
b – ocelli (stemmata),
c – labiale palp,
d – mandibel,
e – labrum met labium,
f – frons.

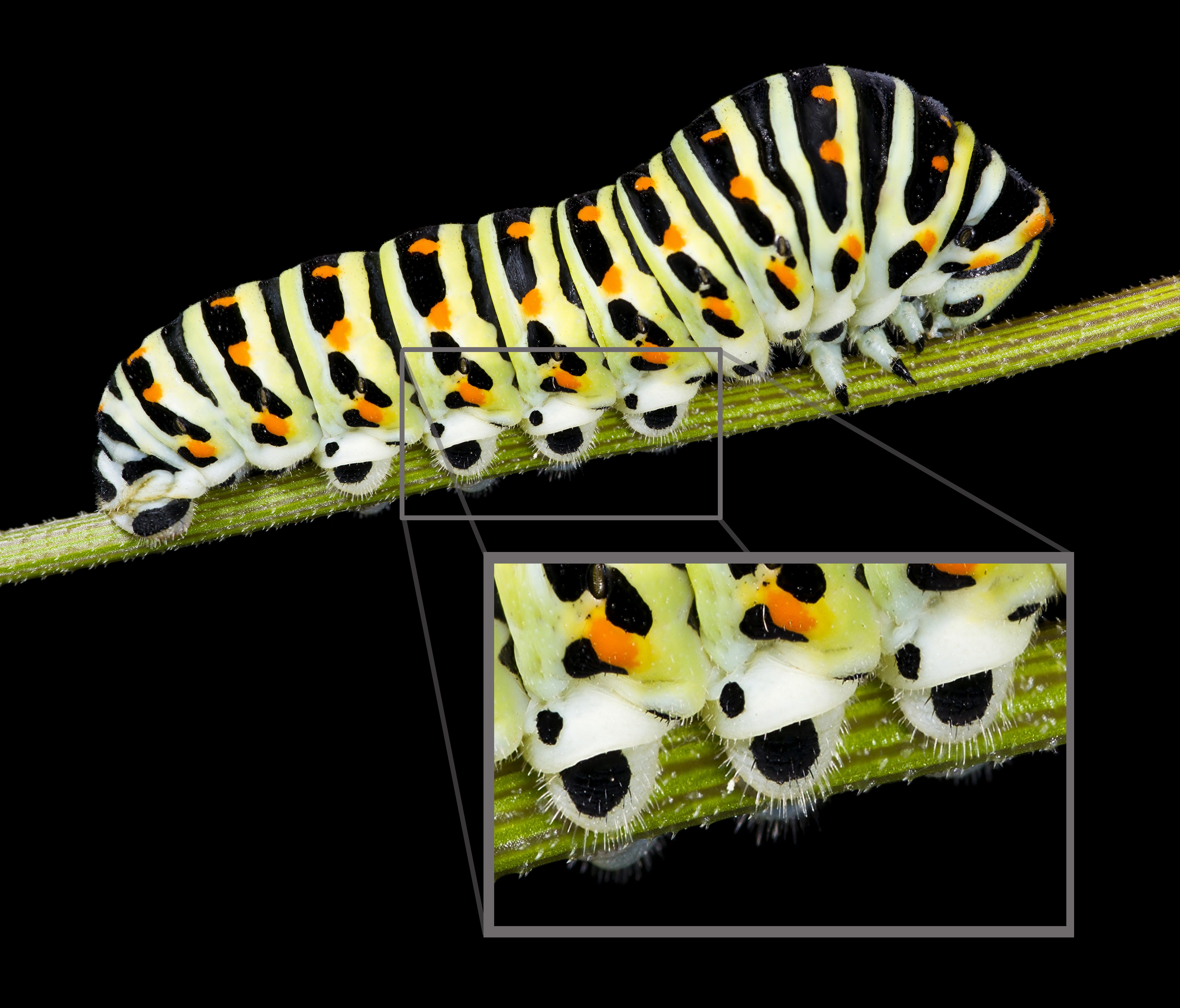
Zijkant rups van een koninginnenpage, helemaal rechts de 3 paar ware poten, in het midden 4 paar propoten en helemaal linksachteraan nog een paar propoten.

Rupsen bestaan er in enorm veel verschillende vormen, maten en kleuren. De kleuren van een rups zijn meestal groen of bruin, maar veel soorten hebben juist felle kleuren om af te schrikken of om aan te geven dat ze giftig zijn. De meeste soorten hebben beharing, al is deze lang niet altijd te zien. Sommige rupsen hebben afstekende haren die in rijen, kammen of punten zijn gerangschikt. Bij een aantal soorten is deze beharing irriterend bij inademing. Ook stekels komen voor, zowel verharde haarachtige stekels als zachte (nep)stekels.
Iedere vlindersoort heeft zijn eigen rups, maar die van sommige soorten lijken sterk op elkaar. Dit geldt met name voor giftige soorten, die worden nagebootst door niet-giftige soorten, waarmee ze profiteren van de oneetbaarheid van de geïmiteerde soort. Dit wordt mimicry genoemd en komt ook voor bij volwassen vlinders en bij vele andere insecten. De kop bestaat uit een kapsel van chitine met korte voelsprieten en grote, raspende kaken. Het lange lijf bestaat uit 13 segmenten. De voorste drie zijn voorbestemd het borststuk van de vlinder te worden en hebben elk een paar poten. Dit zijn de 'echte' poten die ook het volwassen insect krijgt. Op de middensegmenten van het achterlijf zitten tot vier paar poten (propoten) en soms heeft het laatste segment van het achterlijf ook nog een paar poten (propoten, pseudopoten), zoals bij rupsen uit de familie van de spanners. Tussen de poten op het borststuk en die op het achterlijf zit een duidelijke afstand. Aan de propoten zitten haakjes, ze zijn vaak zachter dan de voorste drie paar, die meer geleed zijn.
De darm van de rups lijkt zich onafhankelijk van de huid te kunnen voortbewegen en min of meer "los" in het lijf te liggen. Onderzoek aan de Amerikaanse pijlstaart Manduca sexta liet zien dat bij het lopen de darm meteen mee naar voren beweegt met de achterpoten, en dat de buikpoten en echte poten daarna volgen. Dit los van het omhulsel voortbewegen van de darm is voor zover bekend uniek in de dierenwereld.
Rupsen hebben zes kleine enkelvoudige oogjes, ocelli genoemd, die op de onderste helft van hun kop zitten, waarmee ze echter niet goed kunnen zien. Het zoeken naar voedsel doen ze met hun korte voelsprieten. Rupsen ademen niet door hun mond, maar door buisjes (tracheeën) met op elk segment aan weerszijden een opening (stigma). De buisjes vormen in het lichaam een netwerk van luchtkanaaltjes.
|  |
|  |

Veel rupsen bezitten spinklieren die in de kop zitten, waarmee ze soms voor het verpoppen een cocon maken. Ook kan een rups zich letterlijk aan een zijden draadje naar beneden laten zakken. Er zijn zelfs soorten die het spinsel in de wind laten vieren en als het gewicht van het spinsel groot genoeg is laat de rups zich aan hieraan meezweven, net zoals sommige spinnen. Hierdoor kunnen ze zich snel en over grote afstanden verspreiden. Enkele soorten gebruiken het spinsel zelfs om slakken te vangen om ze op te eten.
Veel vlinders, vooral nachtvlinders, spinnen een cocon, het bekendste voorbeeld is de zijderups, de larve van de zijdevlinder. De cocon wordt later voorzichtig weer afgewikkeld en van het spinsel wordt zijde gemaakt.
Er zijn ook wel larven van andere insecten die soms wat op rupsen lijken en ook zo worden genoemd, maar meestal worden ze bastaardrupsen genoemd. Met name de larven van een groot aantal zaagwespen (afbeeldingen links) zijn rupsachtig, inclusief propoten, een breed scala aan kleuren en een bladetende levenswijze. Enkele verschillen zijn dat zaagwesplarven vaak aan elk segment propoten hebben, meer dus dan rupsen, en een iets duidelijker afgesnoerde, ronde kop. Bij sommige soorten zijn de verschillen echter moeilijk te zien, omdat ook zaagwespenlarven enkele trucjes kennen die ook bij rupsen voorkomen, zoals een uiterlijk dat sprekend lijkt op een vogeluitwerpsel.
Ook sommige keverlarven lijken soms enigszins op een rups, zoals de larve van het elzenhaantje, maar ook veel bladrollers (familie Attelabidae). Een verschil met veel, maar niet alle rupsen is dat keverlarven vaak venstervraat vertonen; ze beginnen niet aan de rand van het blad, maar in het midden, waardoor er gaten ontstaan.

## Verdediging

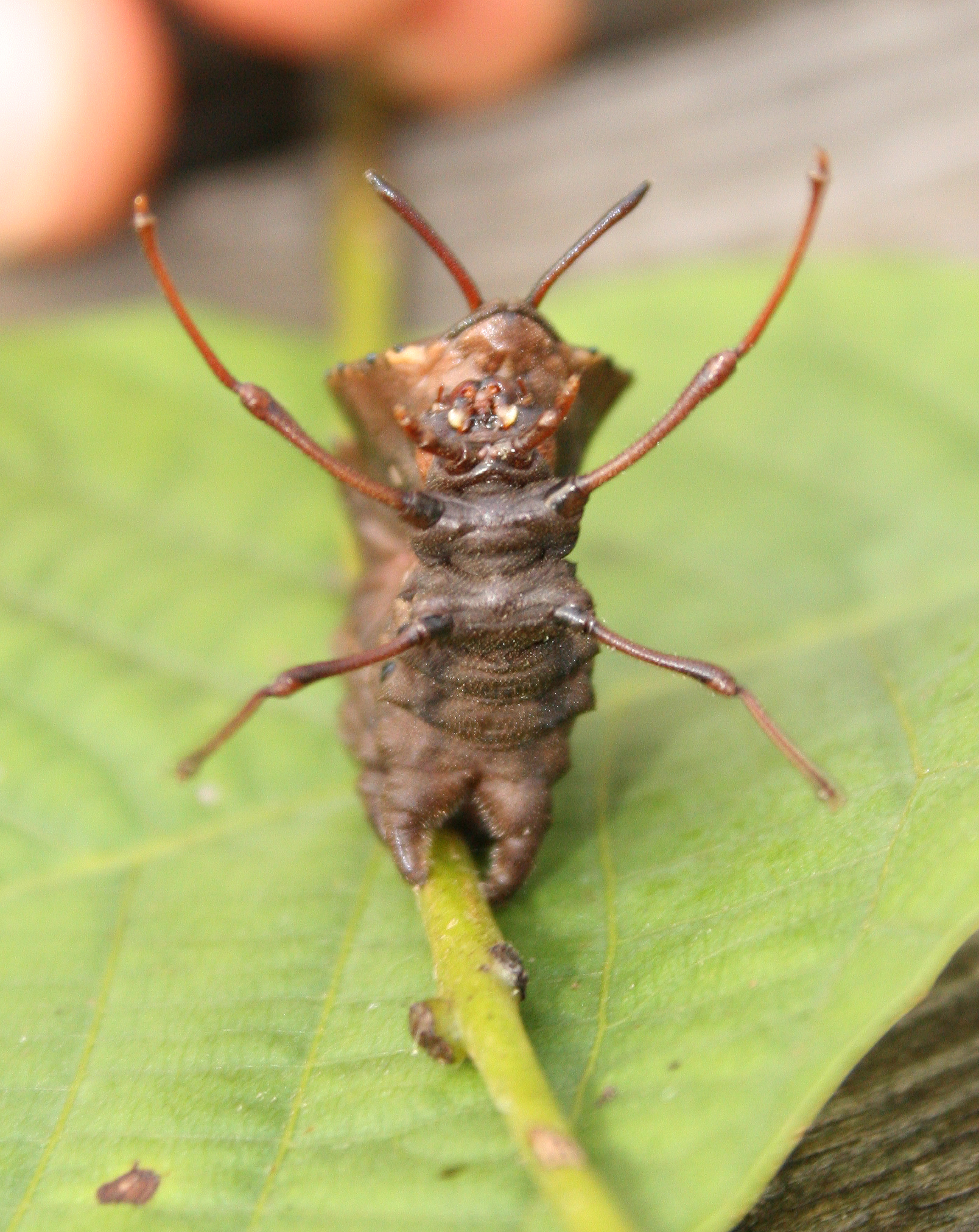
Deze rups lijkt op een volgroeide roofwants dankzij de bizarre uitsteeksels.

Rupsen zijn voor vogels en andere dieren een welkom maaltje vanwege het hoge proteïnegehalte. Slechts enkele soorten zijn giftig en worden met rust gelaten. De meeste soorten leiden een onopvallend bestaan dankzij de uitstekende camouflage. De rupsen van veel spanners richten zich op en lijken op een zijtakje van het takje waar ze op zitten. Andere soorten bouwen, net zoals de schietmotten, die overigens niet verwant zijn aan vlinders, een kokertje om zich heen van stukjes hout of ander materiaal en trekken zich terug bij gevaar. Met name in de families kokermotten en zakjesdragers komt dit fenomeen voor. Nog andere soorten lijken dan weer op vogeluitwerpselen.
Ook de pop van rupsen is soms goed gecamoufleerd. Sommige poppen lijken op takjes, houtsplinters, of bladeren. De pop van het oranjetipje lijkt sprekend op een doorn. Veel poppen kunnen het achterste deel nog wel bewegen door met de achterlijfspunt cirkelvormige bewegingen te maken als ze worden verstoord.
De rupsen van de pijlstaartvlinders kunnen zich bij gevaar verdedigen door het uitsteken van het osmeterium, een gevorkt staartachtig orgaan aan de achterzijde van het lichaam. Dit heeft meestal felle kleuren om af te schrikken en kan bovendien smerige geuren uitscheiden, deels bestaand uit terpenen. Soorten uit de vlinderfamilie Lycaenidae leven in samenwerking met soorten mieren. In plaats van in stukjes te worden geknipt zoals de meeste rupsen die in de handen van mieren vallen, wordt de rups juist beschermd. Waarschijnlijk worden naast chemische verbindingen ook vibraties gebruikt om de mieren te misleiden. De mieren snoepen van de zoete afscheidingen van de rups, de rups zelf eet de larven van de mieren.
Harige rupsen staan bekend om de brandharen die irriterend werken als men deze in de huid krijgt. Sommige soorten kunnen ook chemische stoffen naar de punten transporteren waardoor deze worden geïnjecteerd wat vaak een zeer onaangename ervaring is. Vogels als de koekoek hebben geen probleem met haren en slikken de harigste rupsen door.
Er zijn zelfs potentieel dodelijke rupsen, deze scheiden een extreem sterk antistollingmiddel af dat bij de geringste opname dramatische gevolgen kan hebben. Het betreft soorten uit het geslacht Lonomia, en men kan sterven aan bloedingen of beschadigingen aan de nieren. De uitgescheiden stof wordt onderzocht op eventuele medische toepassingen.

### Voorbeeld
| Eerste instar; vogeluitwerpsel.                                    |
| Tweede instar; lijkt op insect met grote kop en (nep)voelsprieten. |
| Vijfde instar; lijkt op een slang.                                 |

Bijna iedere rups heeft wel een eigen verhaal en een iets andere levenswijze, ontwikkeling of uiterlijk. De vormen van verdediging kunnen zelfs per vervelling van dezelfde soort rups veranderen, al is dat niet bij alle soorten het geval. Een voorbeeld hiervan is de ontwikkeling van de rups van de soort Papilio glaucus:
Deze rups lijkt in zijn eerste instar sprekend op vogeluitwerpselen of een vogelpoepje, iets wat geen enkele vogel lust, terwijl zij juist graag rupsen eten. De rups heeft een dikke voorzijde en aflopende achterzijde met bruin/zwarte en witte, grillige kleuren. Bij het tweede instar heeft de rups een zeer dikke voorzijde van het lichaam. Tevens verschijnen er twee oogachtige vlekken op de voorzijde van deze verdikking. De oogvlekken zijn wit in het midden, zwartomzoomd en rond de vlekken is de huid lichter van kleur, zodat ze goed afsteken. De rups heeft in dit stadium ook een osmeterium ontwikkeld; een felgekleurd, gevorkt orgaan dat wordt uitgestoken bij gevaar. Het osmeterium verspreidt tevens een onsmakelijke geur, deels bestaand uit terpenen.
Het is de combinatie van deze kleuren en andere aanpassingen die maken dat vijanden van de rups nogal eens verward worden. De rups lijkt met zijn groot aandoende 'kop' (veroorzaakt door een verdikking van het borststuk, niet door een grote kop), grote (nep)ogen en felgekleurde (nep)voelsprieten op een volwassen insect. Als een predator toch aanvalt, treft deze direct de smerige uitscheiding van het osmeterium. Hierdoor wordt de aanval weleens gestaakt en zal de predator het de volgende keer laten een gelijkend exemplaar aan te vallen, bovendien kan de rups ontkomen.
In de volgende instar wordt de rups groen tot bruin en heeft grote oogvlekken aan de bovenzijde van het borststuk, die net als het osmeterium sterk gegroeid is, het osmeterium is nog steeds geeloranje. De oogvlekken zijn beter ontwikkeld; een blauw vlekje aan weerszijden van de voorkant van de verdikking van de kop. Deze blauwe vlekken zijn duidelijk zwartomzoomd en liggen in een brede gele cirkel die weer licht zwartomzoomd is. Ook hier weer misleid de rups zijn vijanden; deze keer wordt de bluf nog verder opgevoerd en lijkt de rups op een slang. De groene tot bruine kleur, het langwerpige lichaam, de eivormige kop, de oogvlekken en met name de opvallende 'gevorkte tong', die zeer sterk aan slangen doet denken, doet zelfs mensen soms twijfelen.

## Bestrijding
Soms komen er zoveel rupsen voor op planten dat gesproken kan worden van een rupsenplaag. De rupsen vreten de planten dan helemaal kaal. Dit komt vooral voor bij soorten die een nest spinnen, en zo ongestoord hun gang kunnen gaan, vooral veel stippelmotten (Yponomeutidae). Ook zijn er soorten die met hun brandhaartjes irritatie kunnen opwekken van de huid of slijmvliezen bij inademing, en hierom als plaag worden gezien. Een voorbeeld van zo'n rups is de eikenprocessierups, die in groepen op de eik te vinden is. De beervlinders of beertjes (Arctiidae) hebben als rups een dichte beharing en ook de naam beervlinder (Arctos = beer) is hiervan afgeleid. Sommige soorten zijn moeilijker aan te pakken, de eikenprocessierups bijvoorbeeld wordt ook wel met vlammenwerpers bestreden.
Een belangrijke vijand van rupsen zijn sluipwespen. Deze enorme groep van wespen heeft zich vaak gespecialiseerd in het opsporen en verlammen van de rups door deze te steken met de angel. Daarna legt de wesp de eitjes in de rups. Er zijn ook soorten die per rups maar één ei afzetten en sommige sluipwespen begraven de rups eerst in een holletje. Als de eitjes uitkomen beginnen de larven zich een weg door de rups te eten. Eerst worden de vetreserves opgegeten, daarna pas de vitale organen, zodat de rups in leven en dus vers blijft.

## Rupsen van België en Nederland

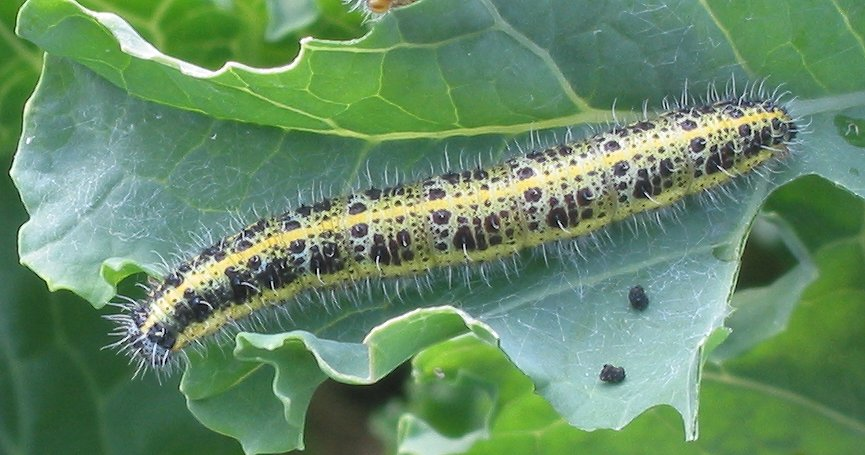
Groot koolwitje
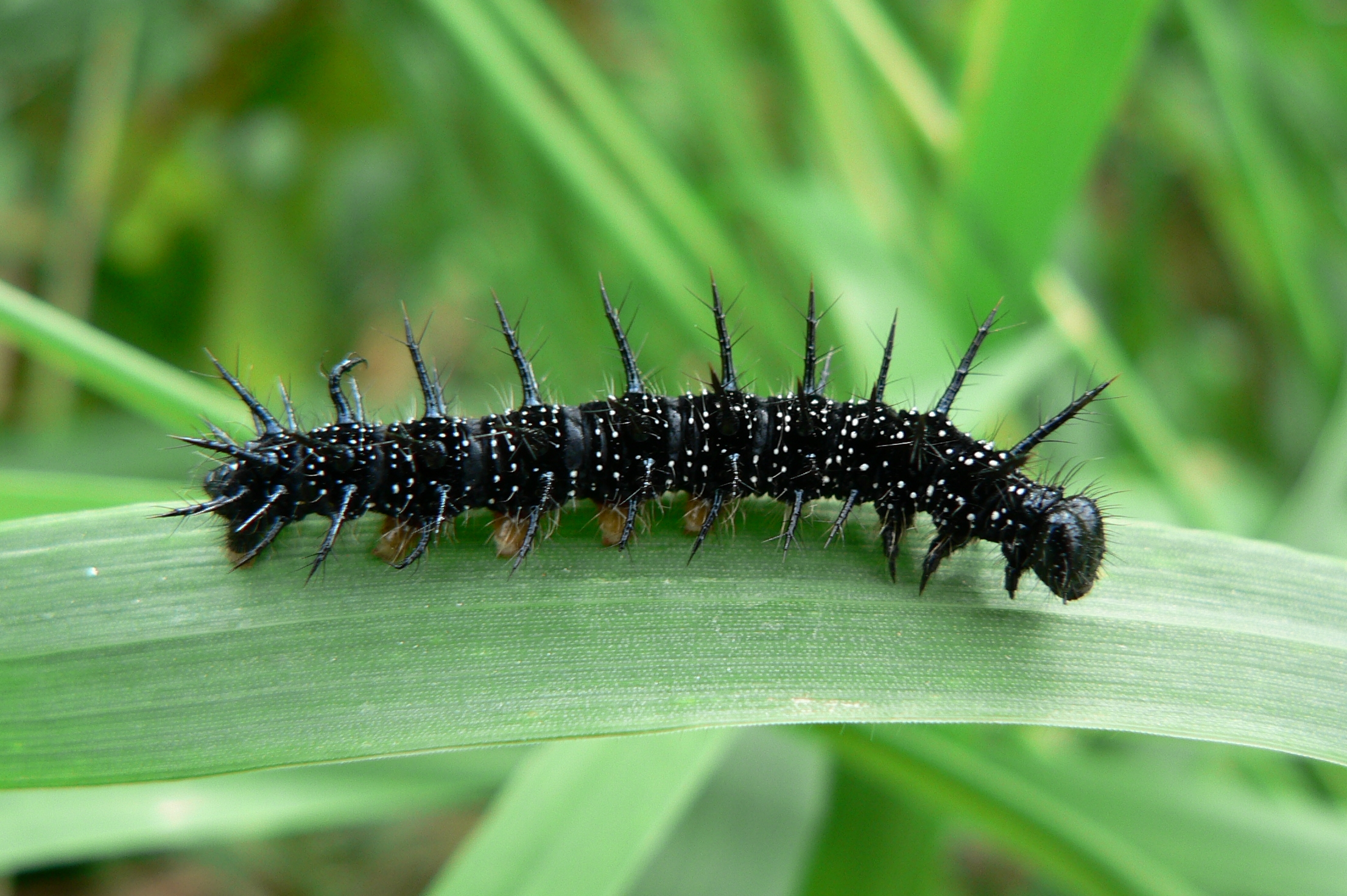
Dagpauwoog
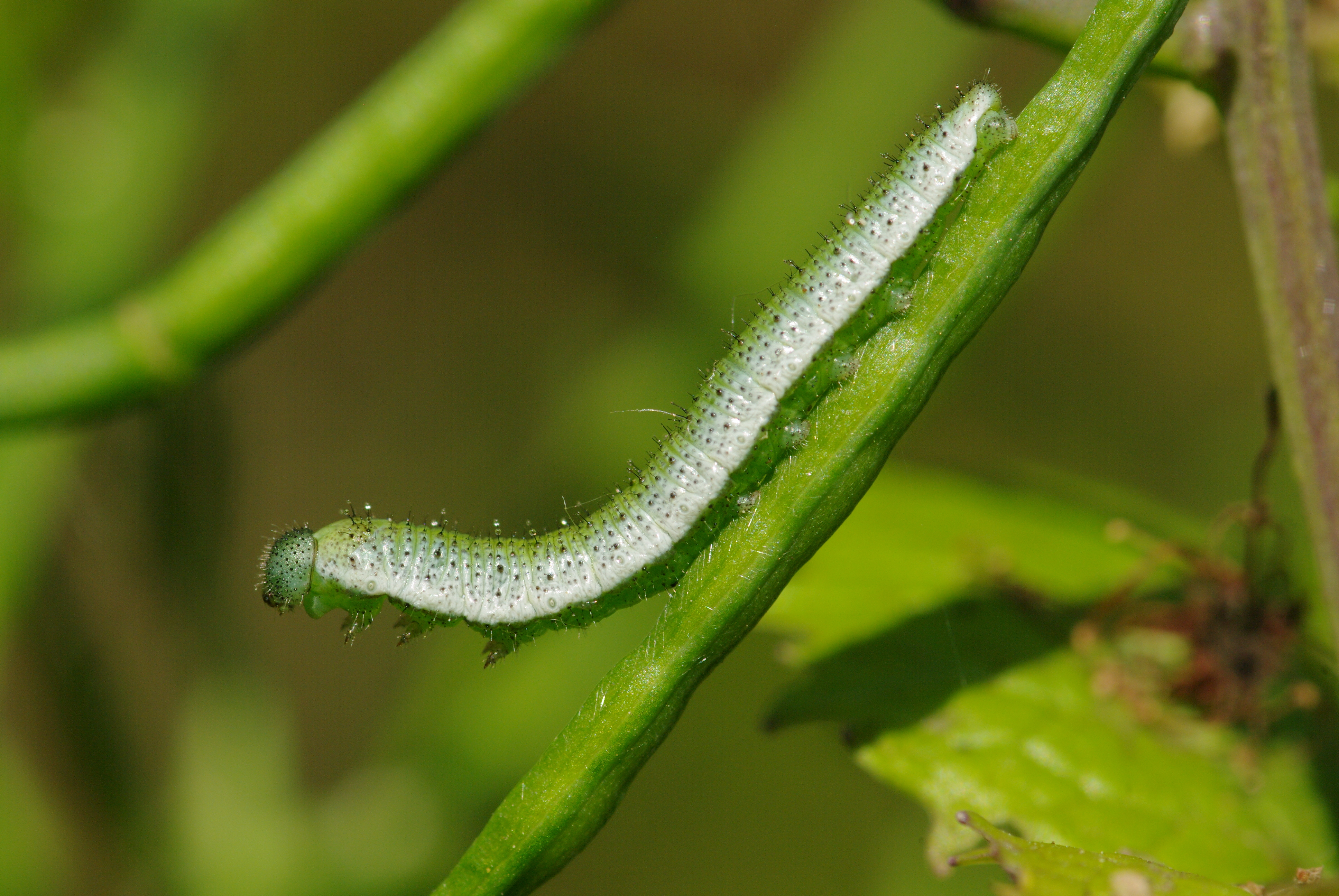
Oranjetipje
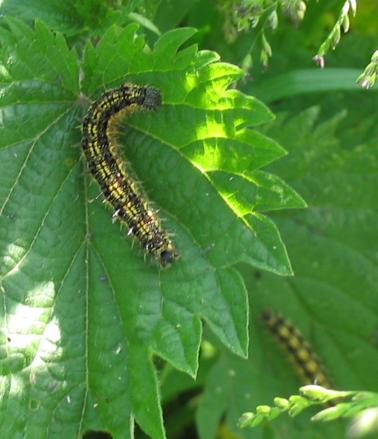
Kleine vos
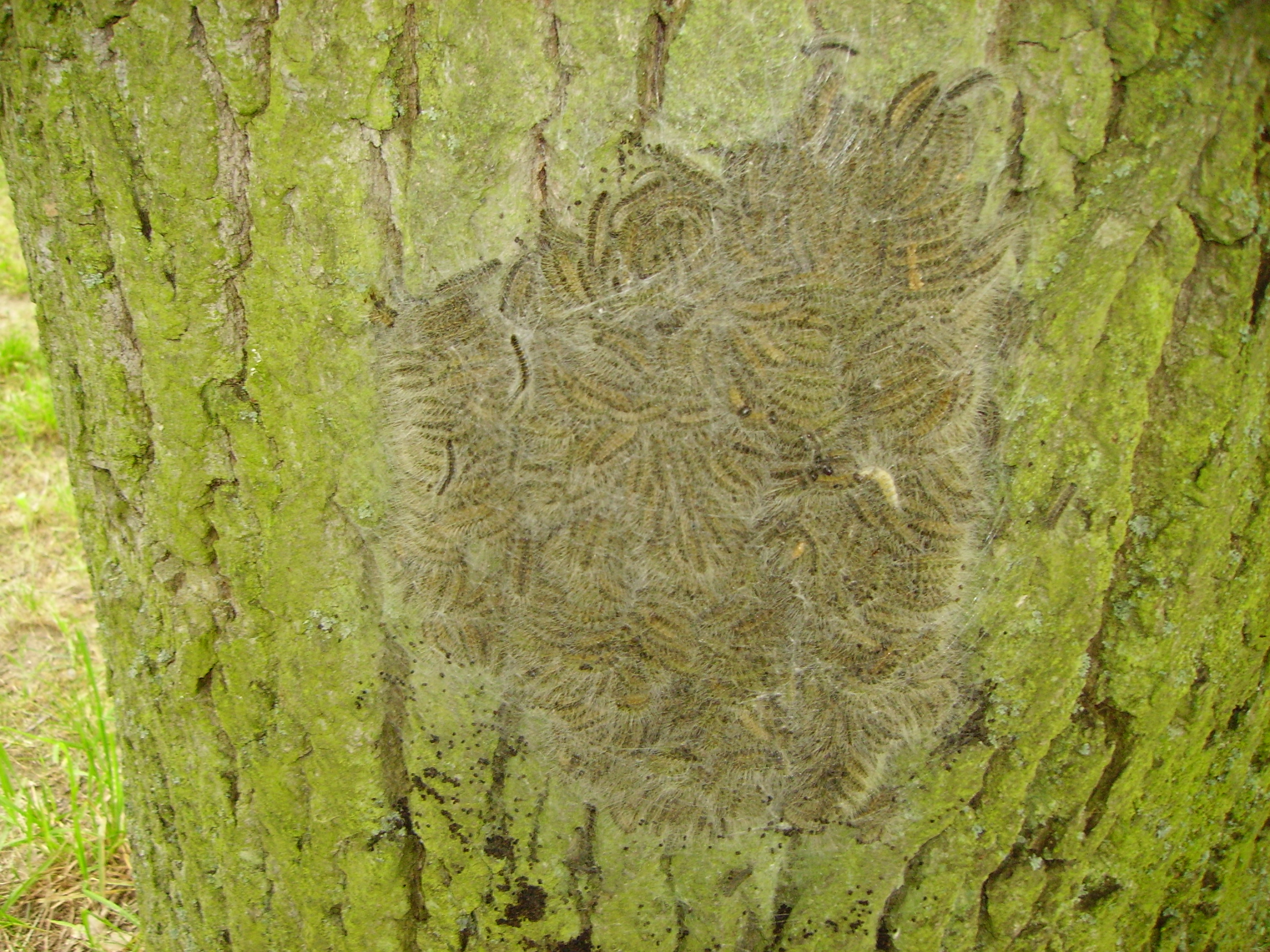
Eikenprocessierups
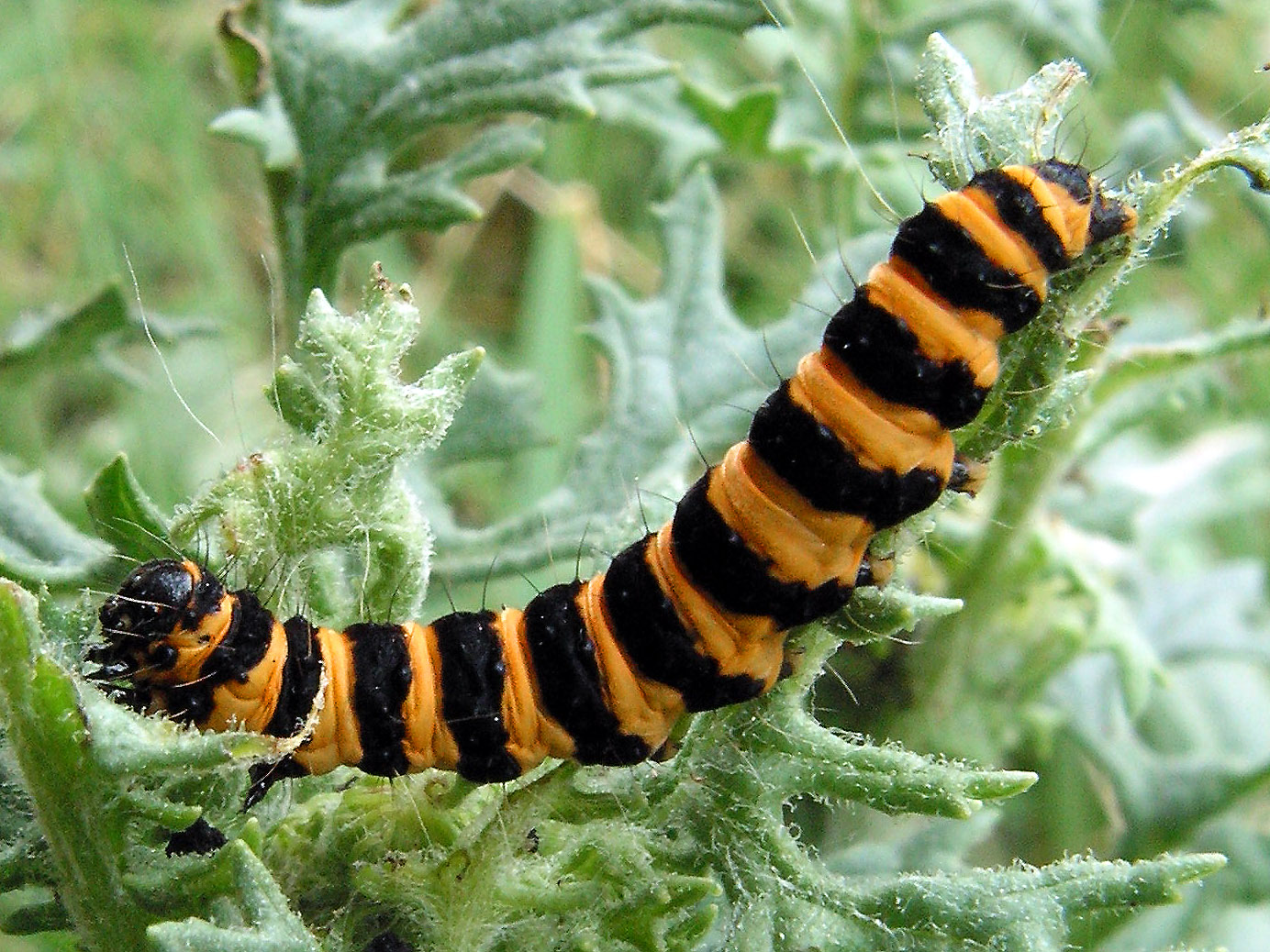
Sint-jacobsvlinder
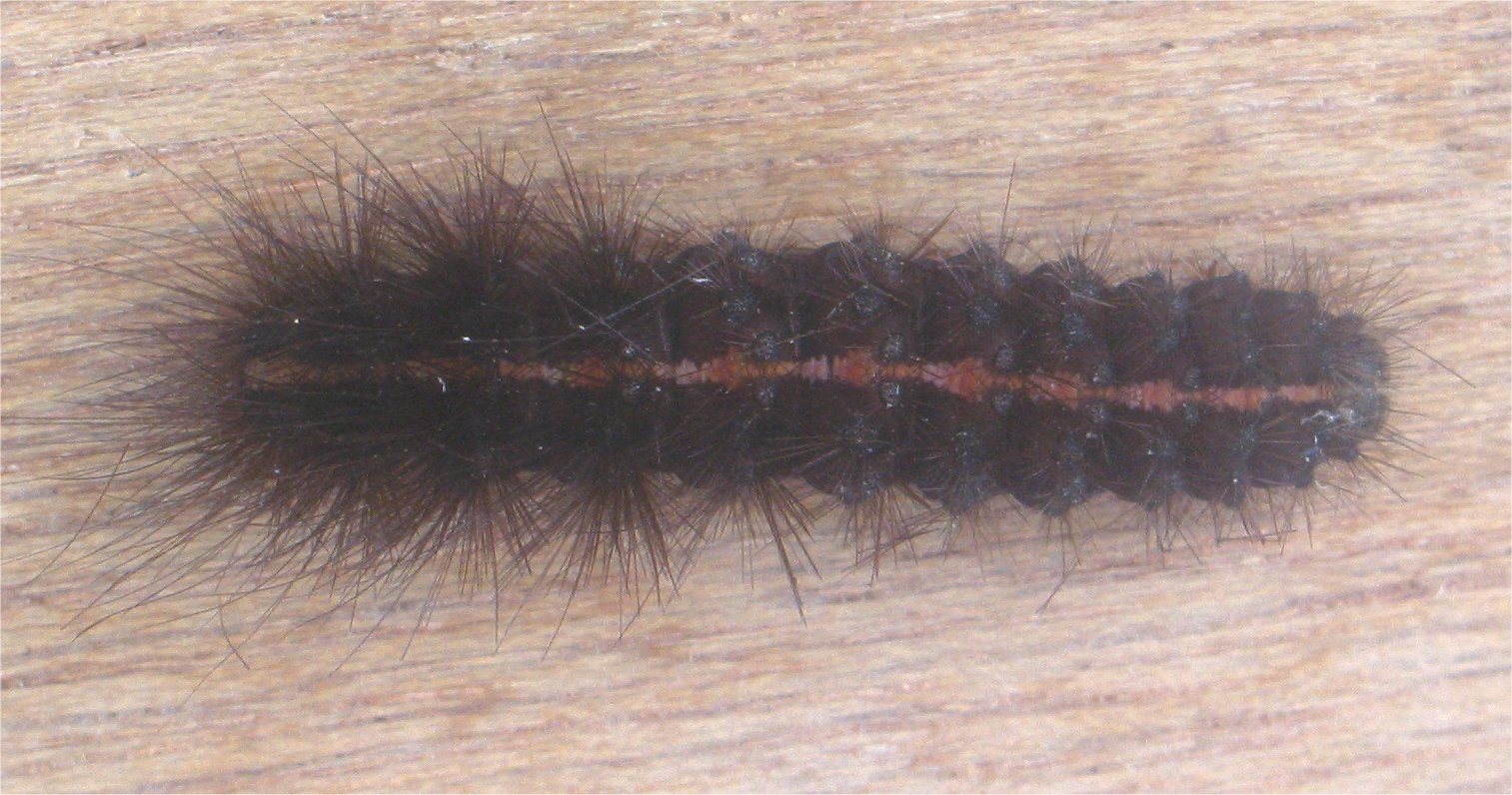
Witte tijger
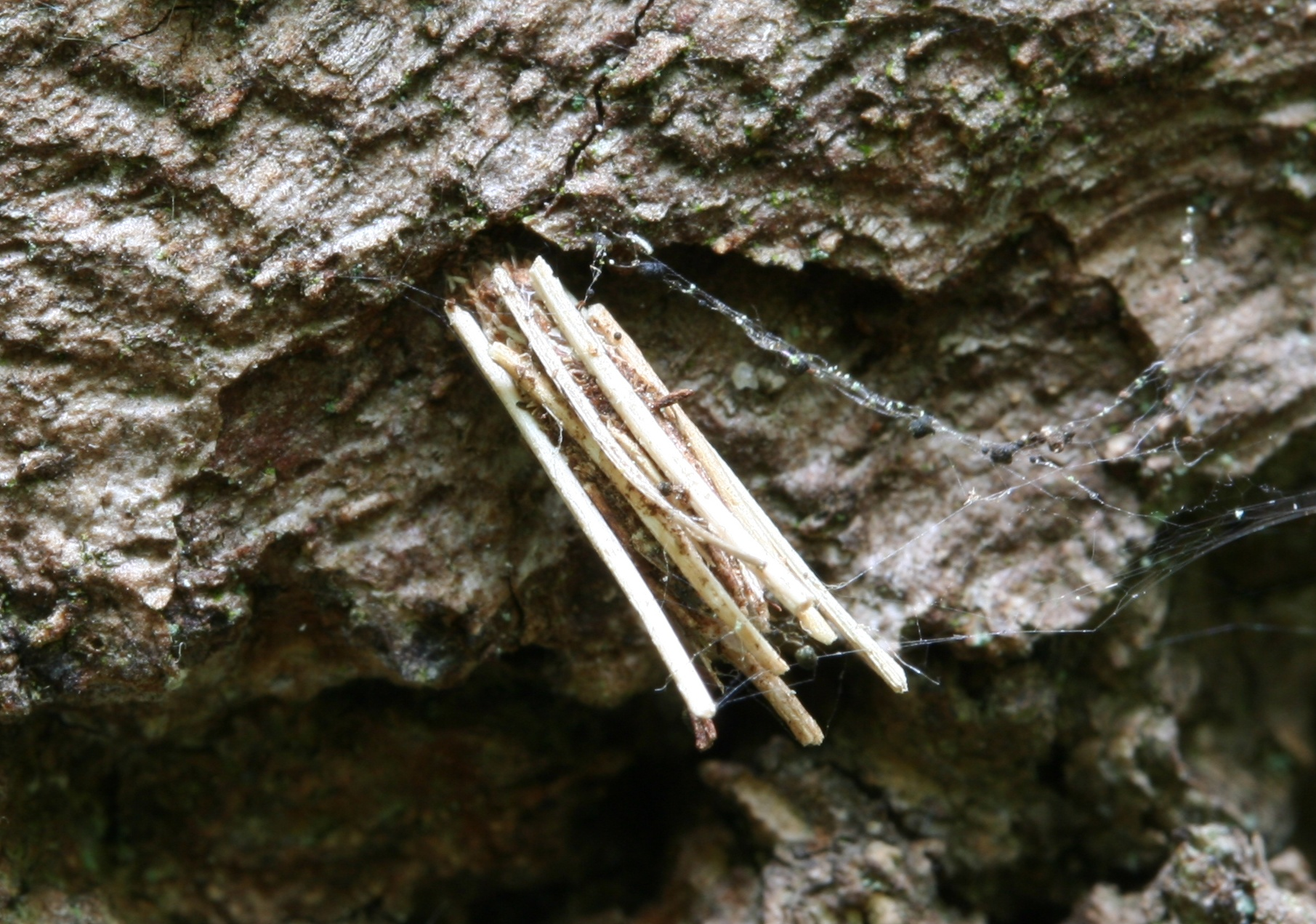
Psyche casta in koker
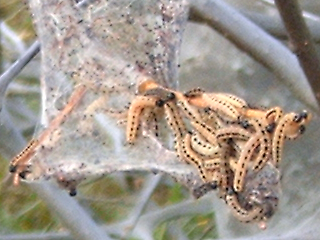
Vogelkersstippelmot
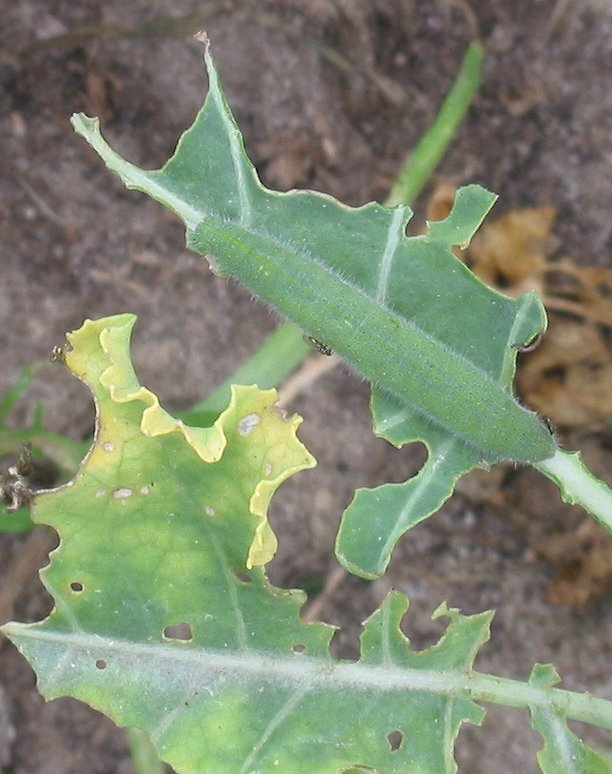
Klein koolwitje
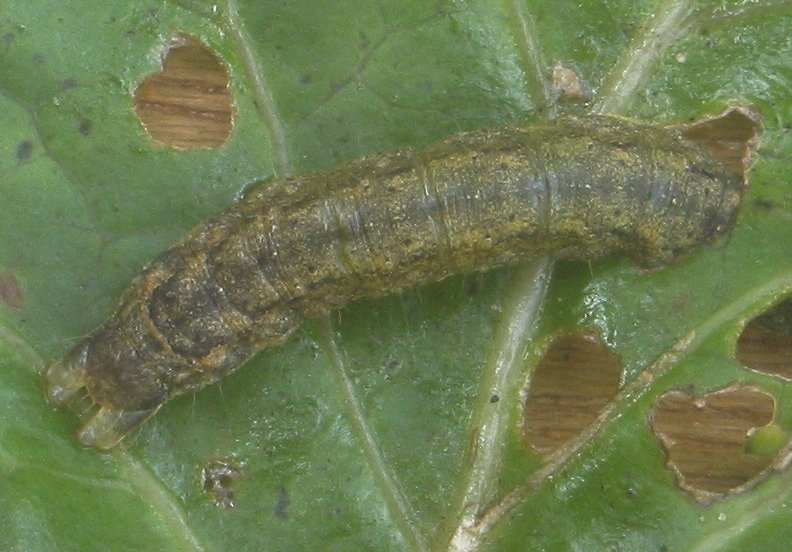
Kooluil
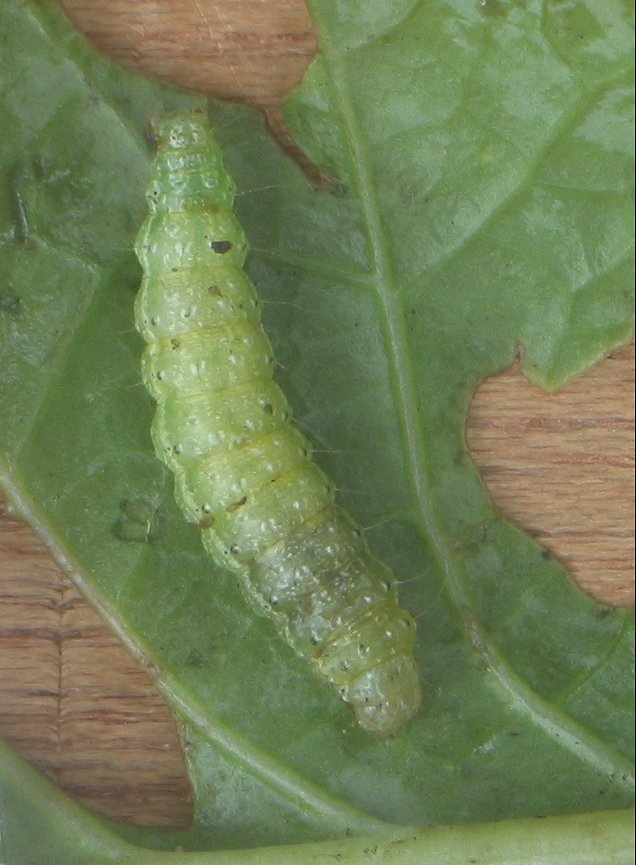
Koolbladroller
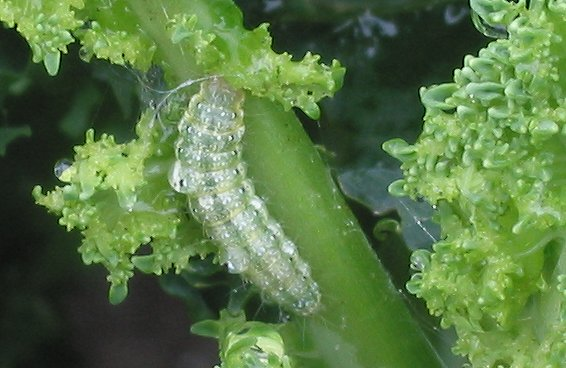
Late koolmot
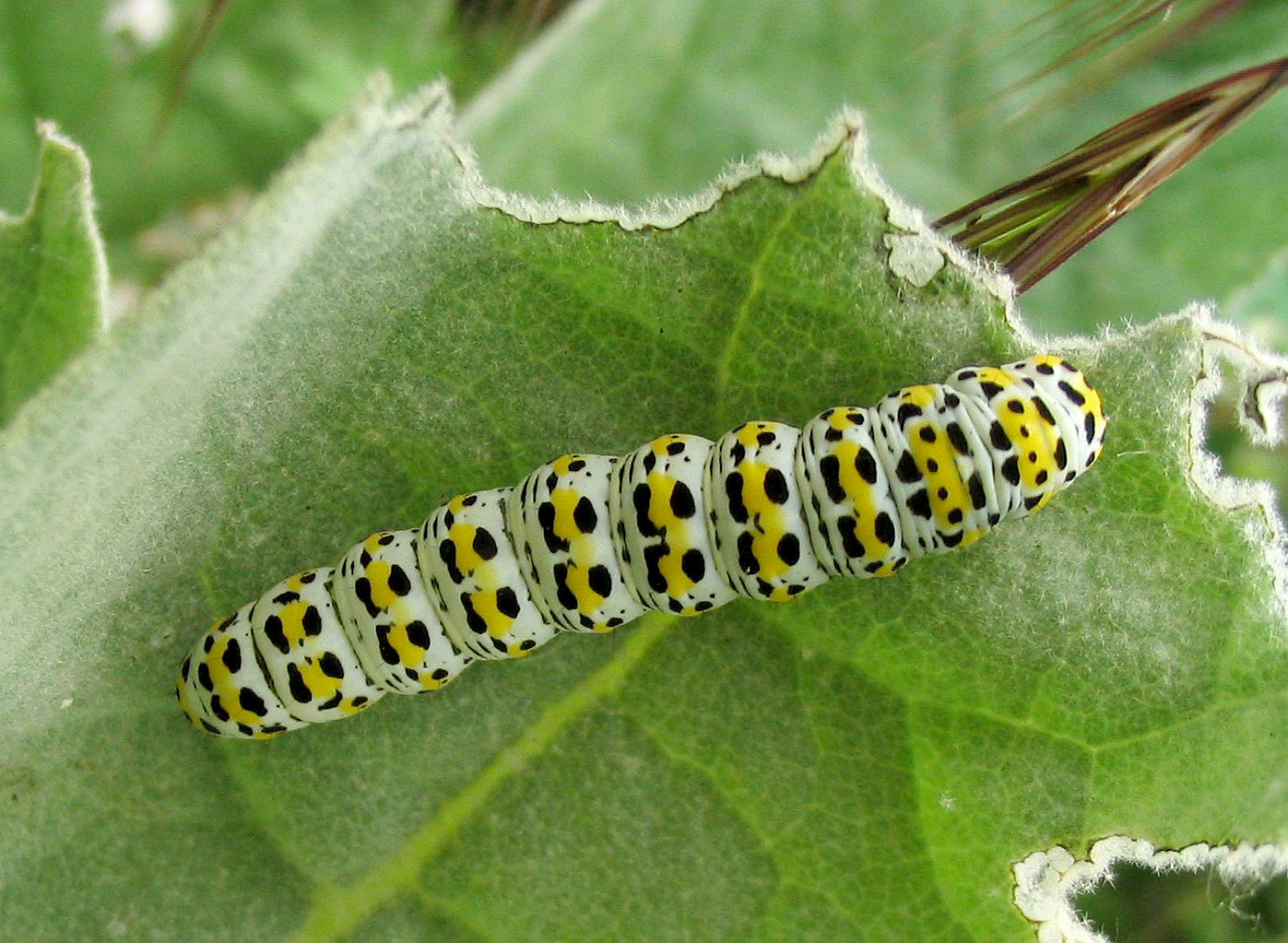
Kuifvlinder
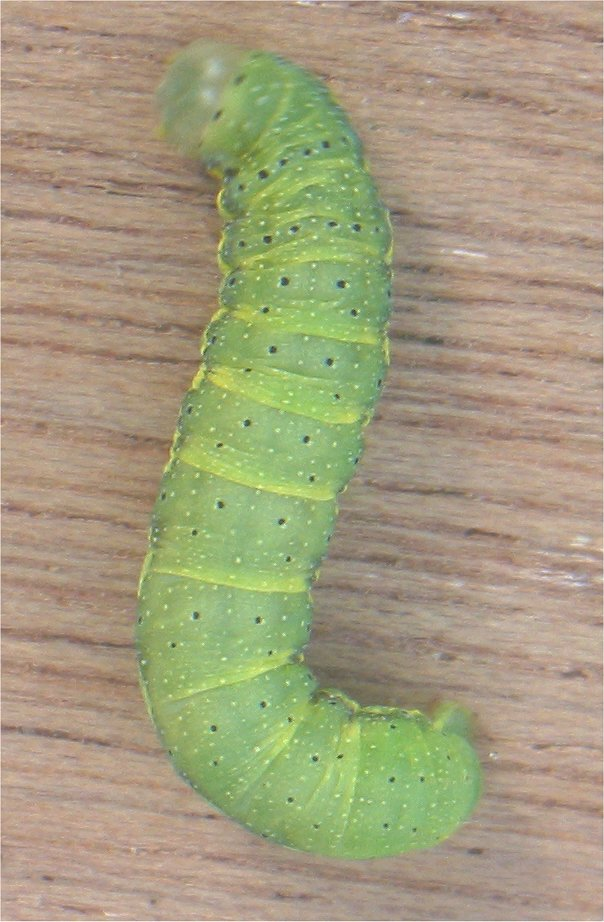
Groente-uil
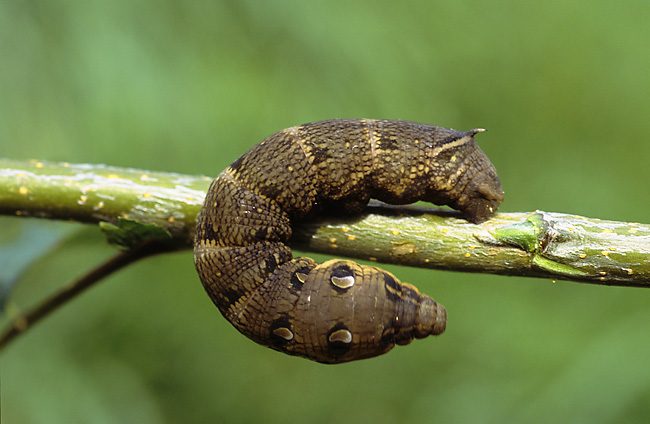
Groot avondrood
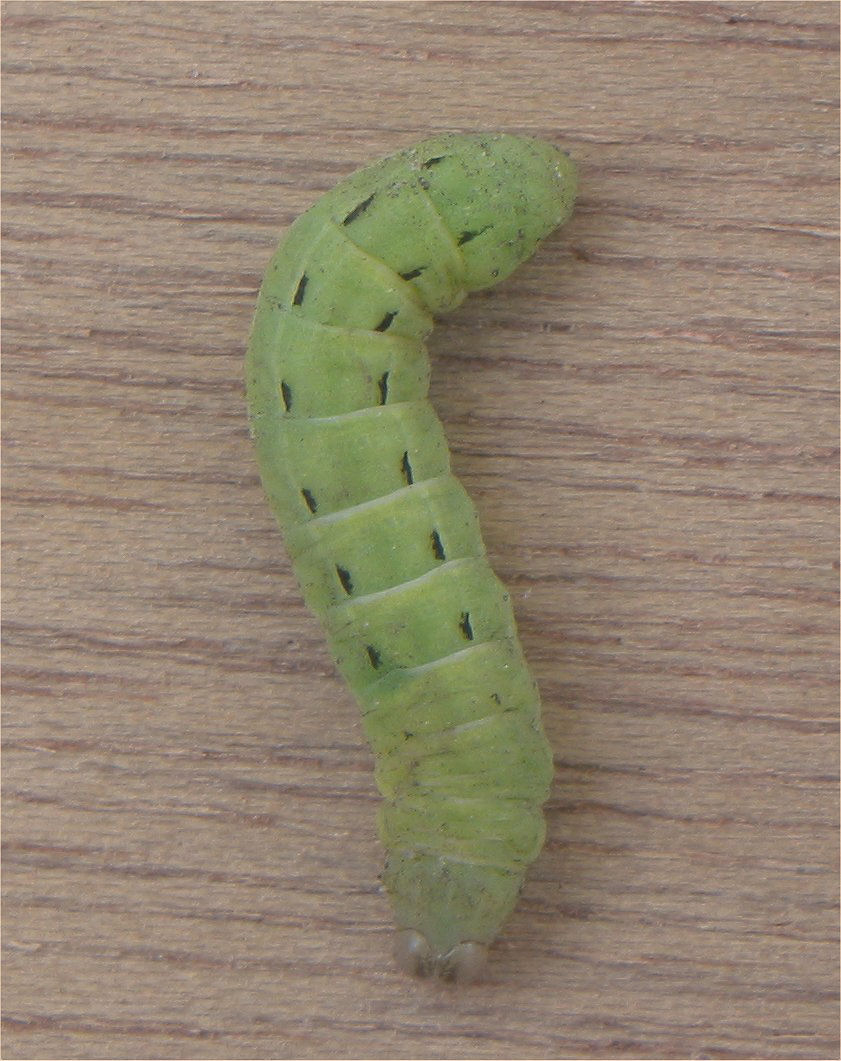
Huismoeder
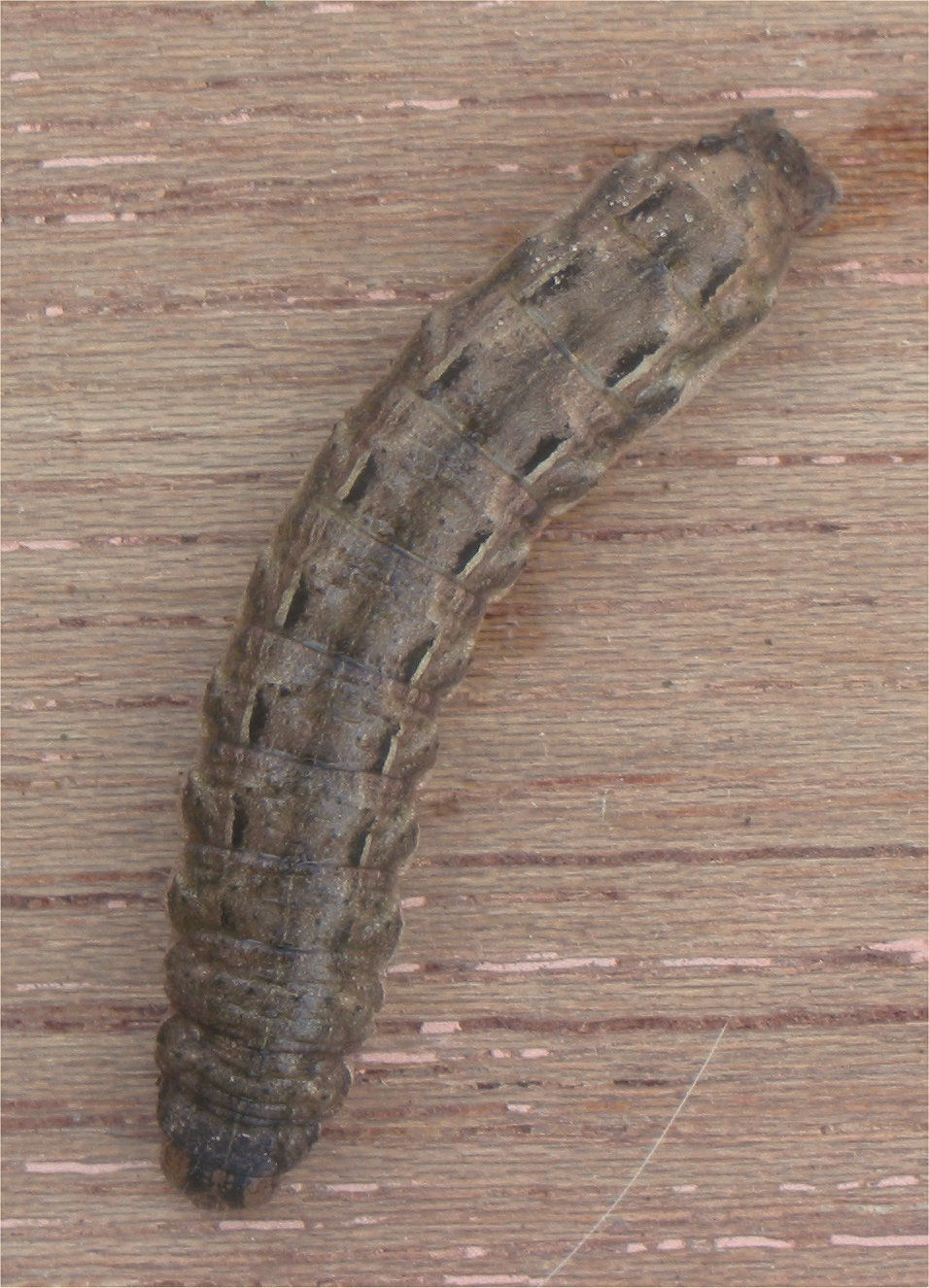
Huismoeder (donkere variant)
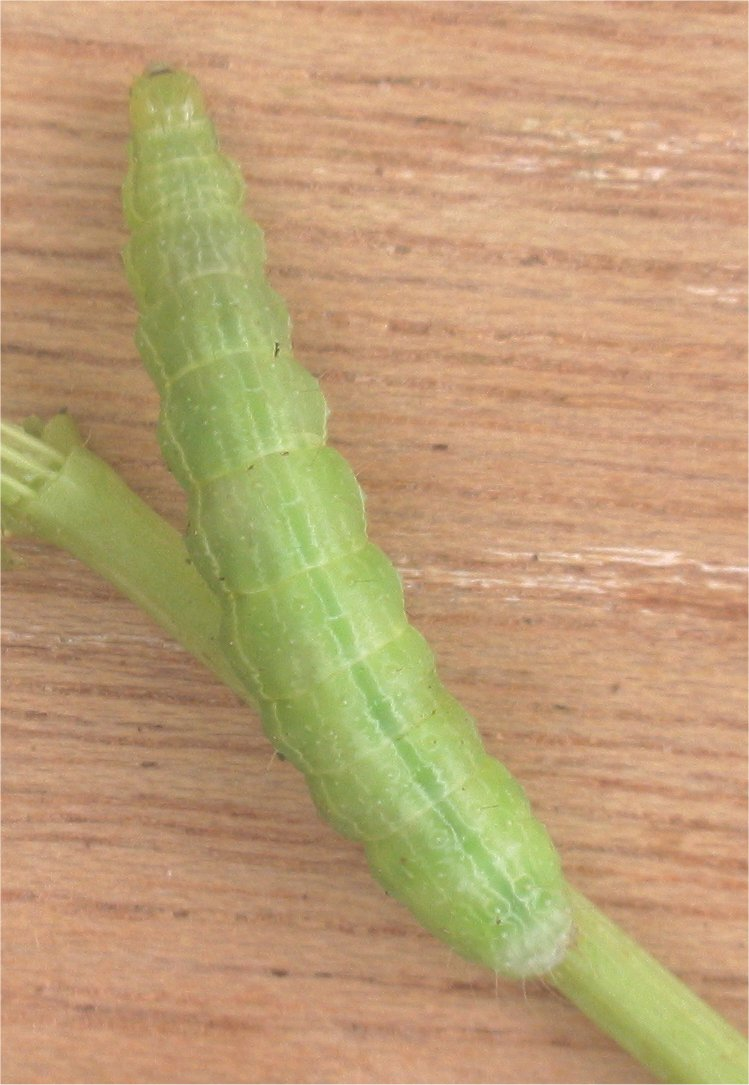
Gamma-uil
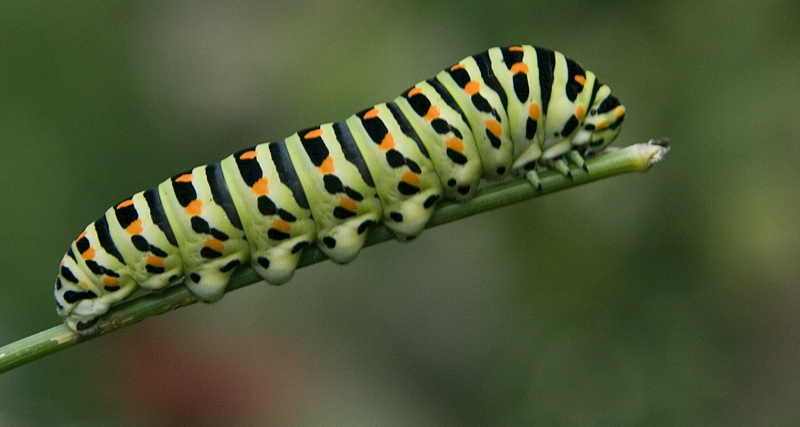
Koninginnepage
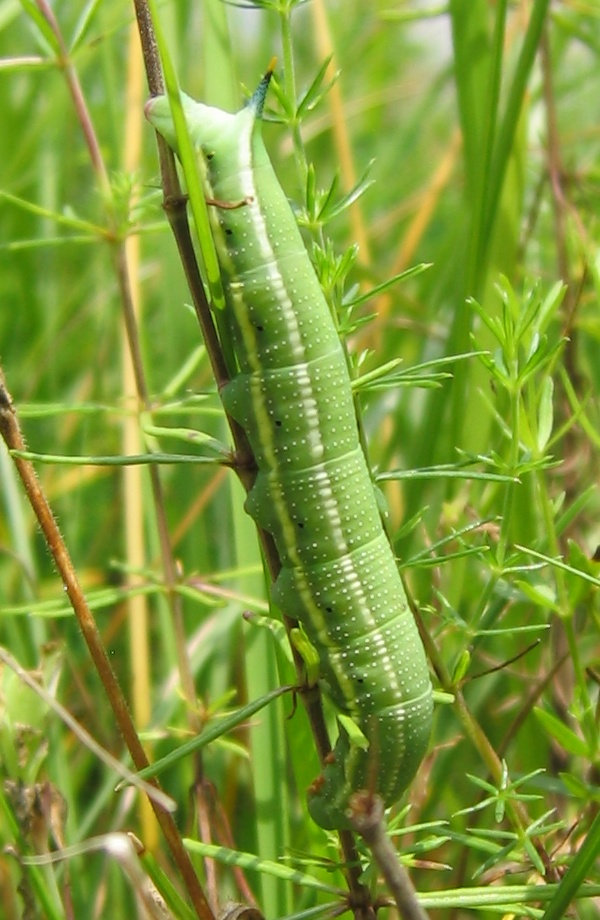
Kolibrievlinder
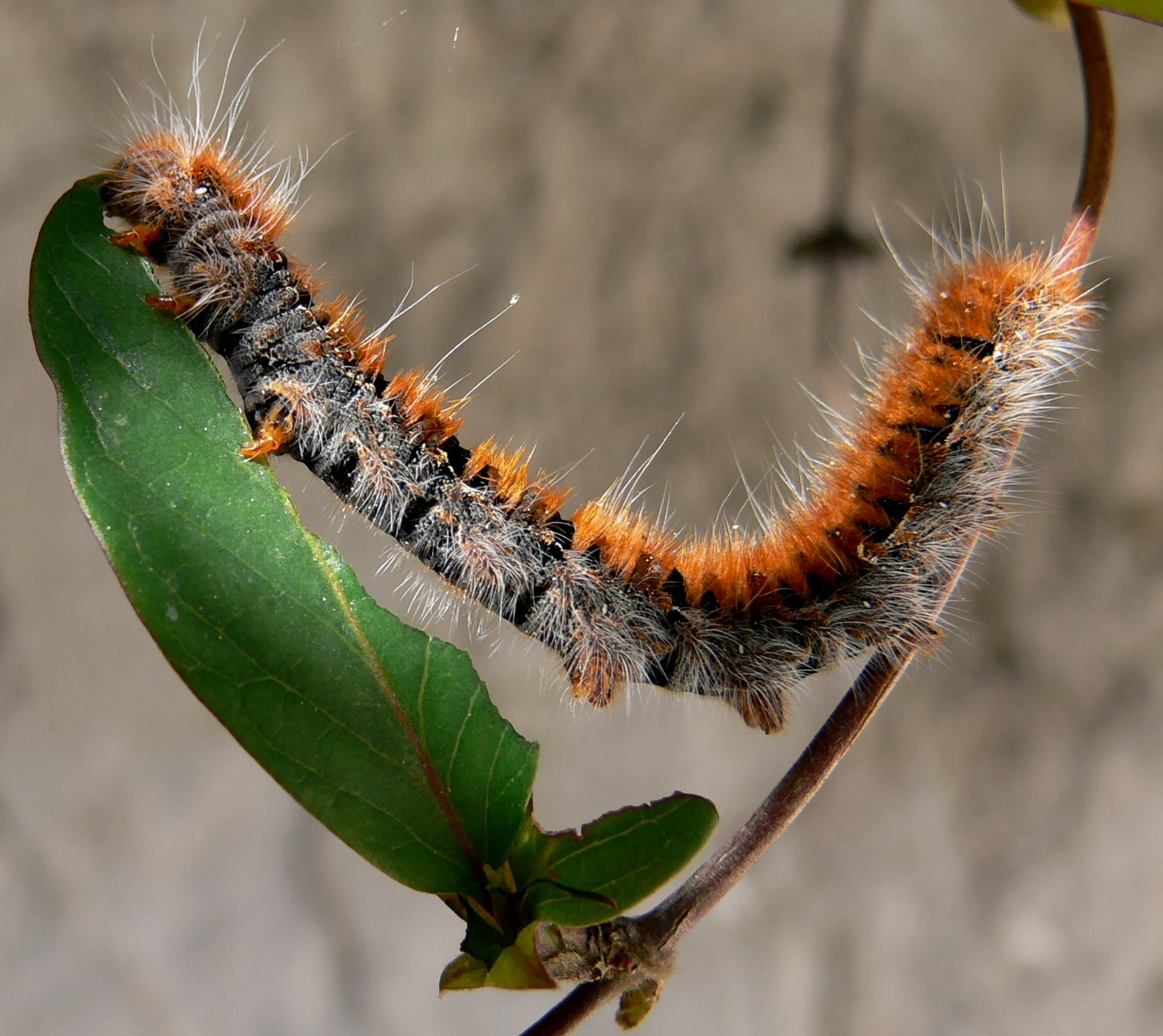
Veelvraat
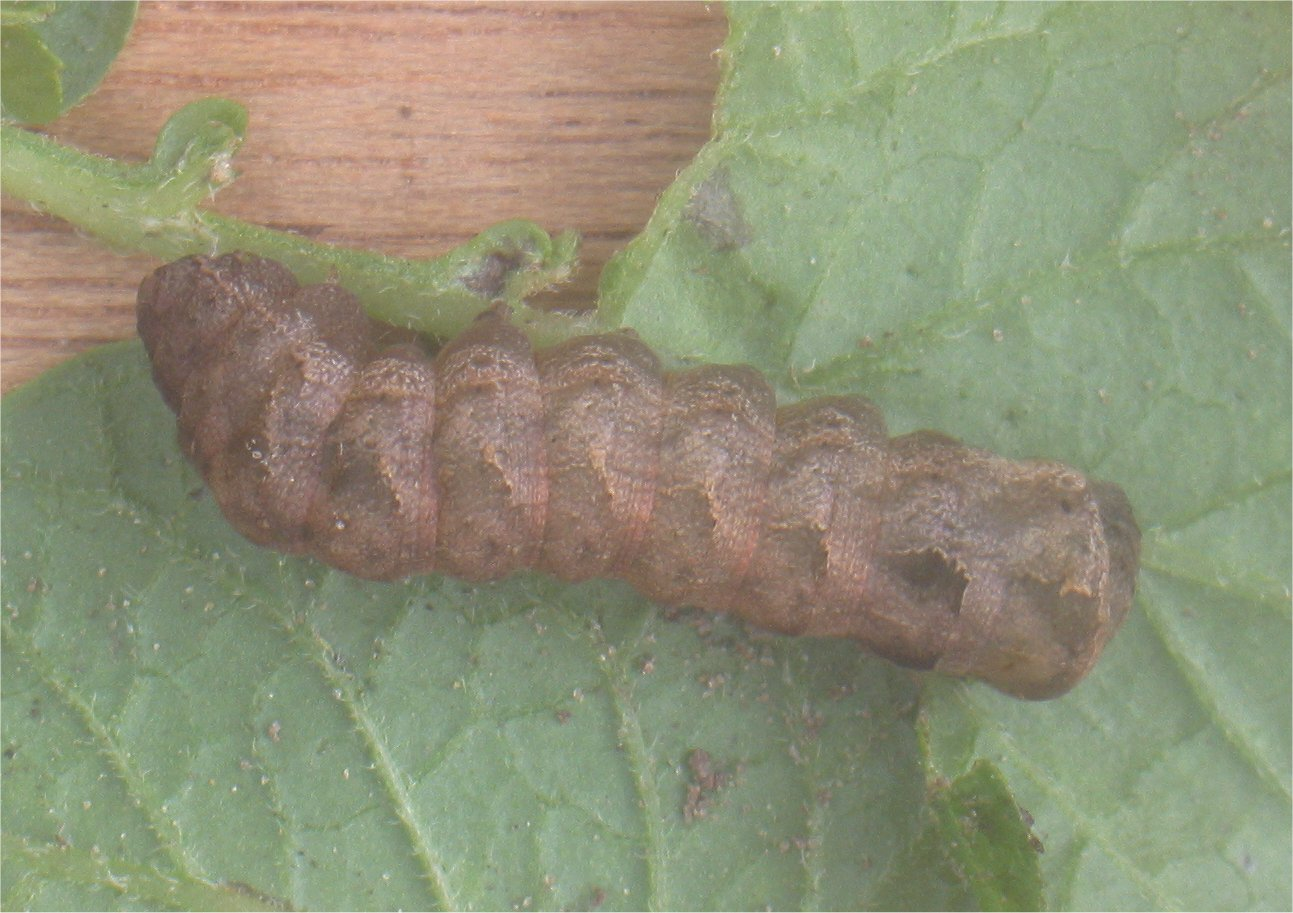
Driehoekuil
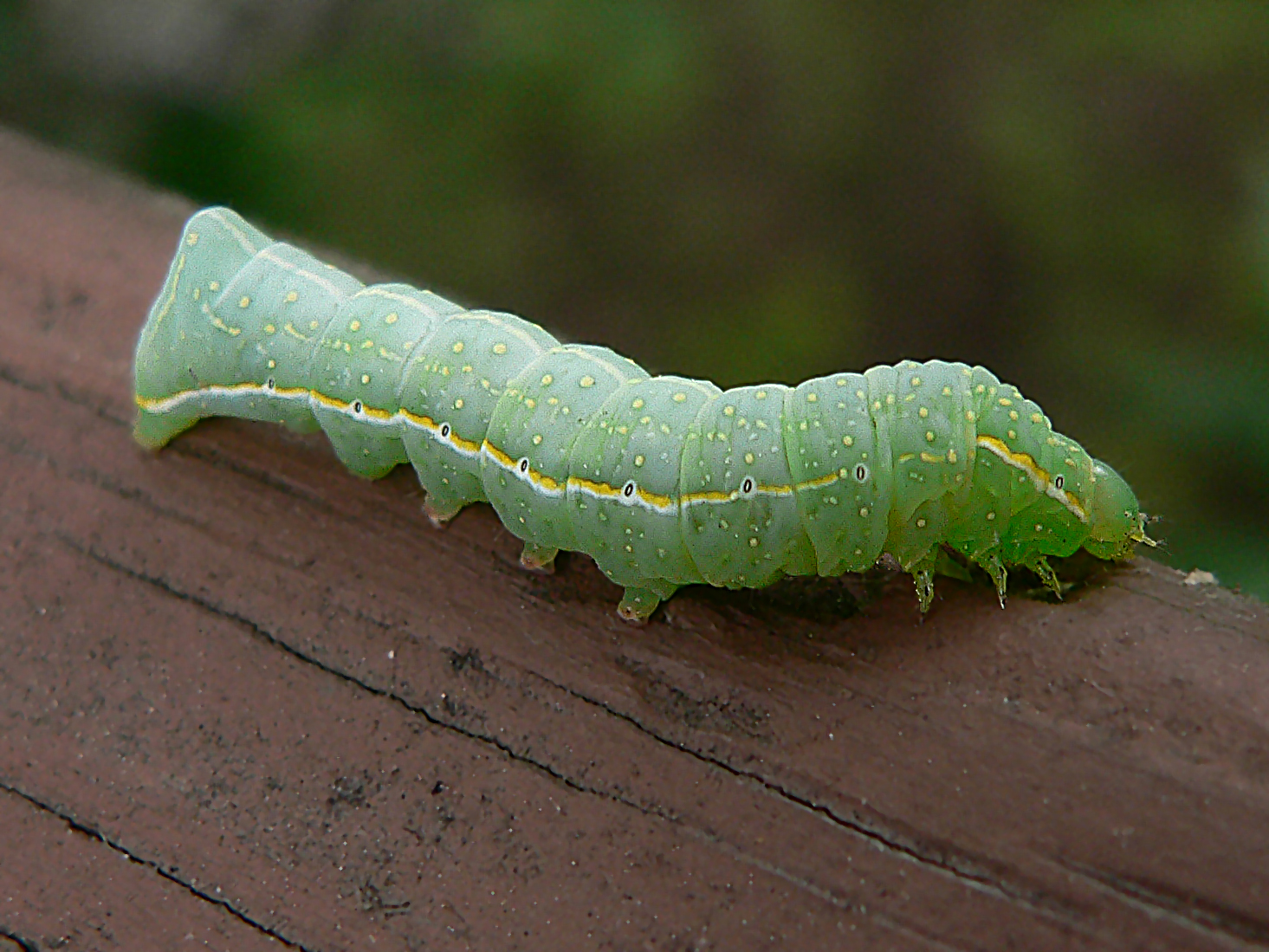
Piramidevlinder
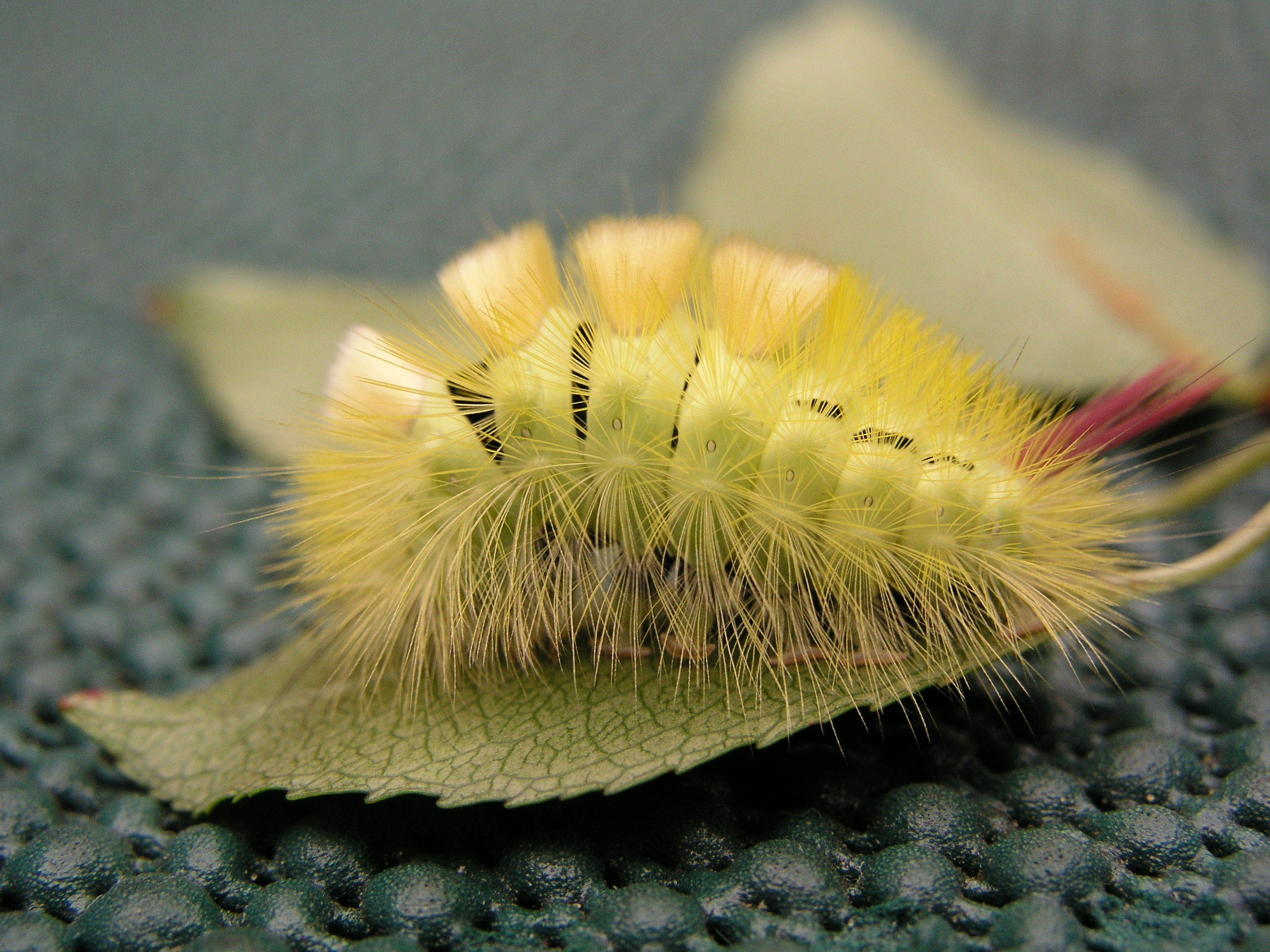
Meriansborstel
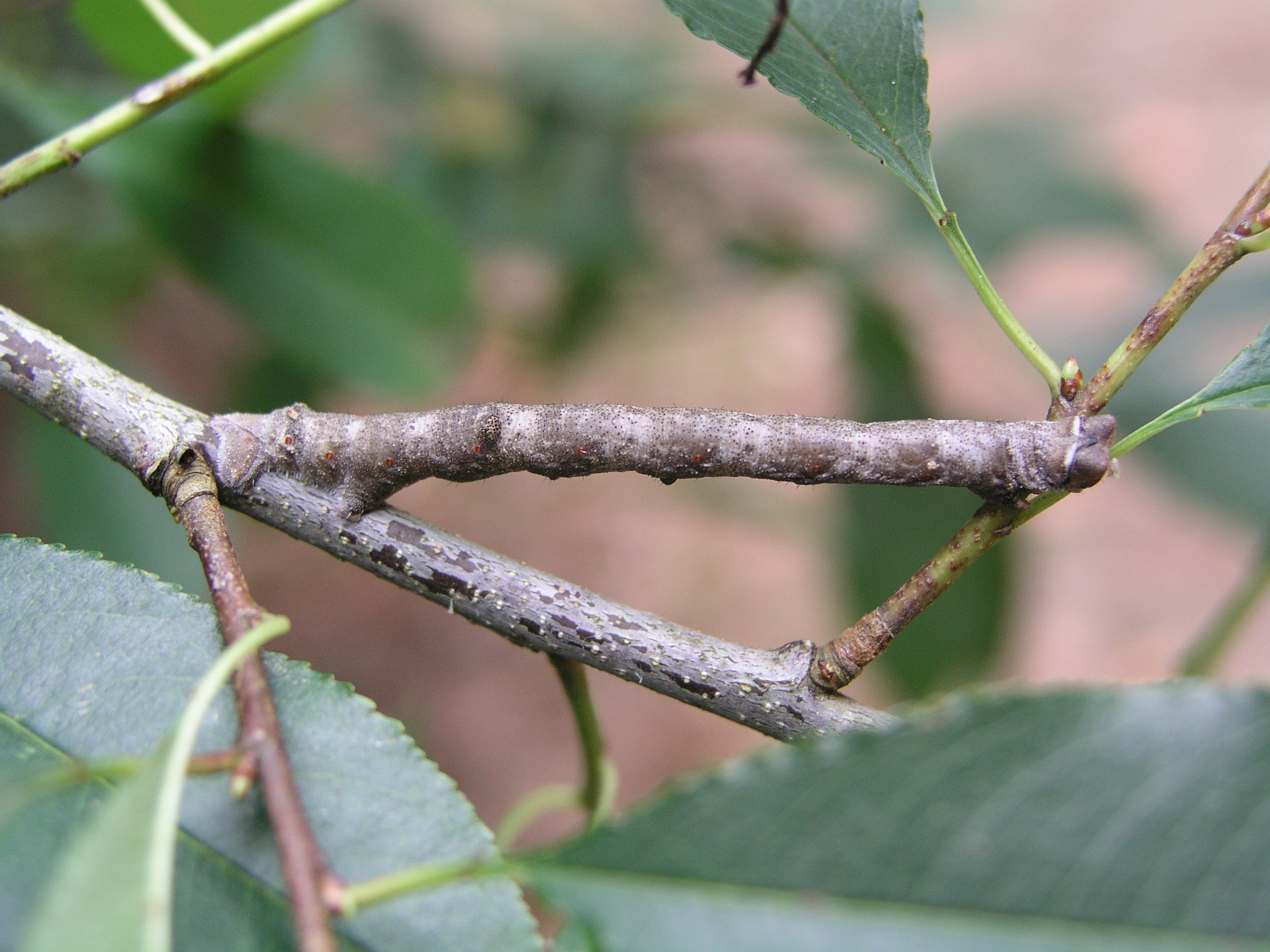
Peper-en-zoutvlinder
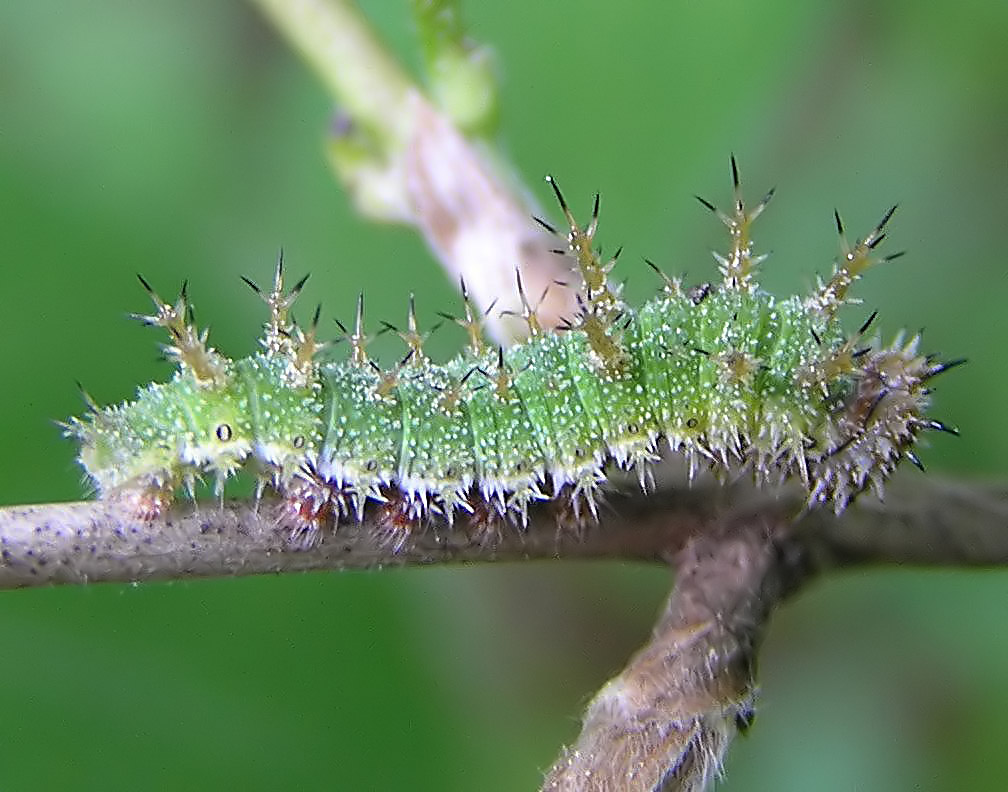
Kleine ijsvogelvlinder
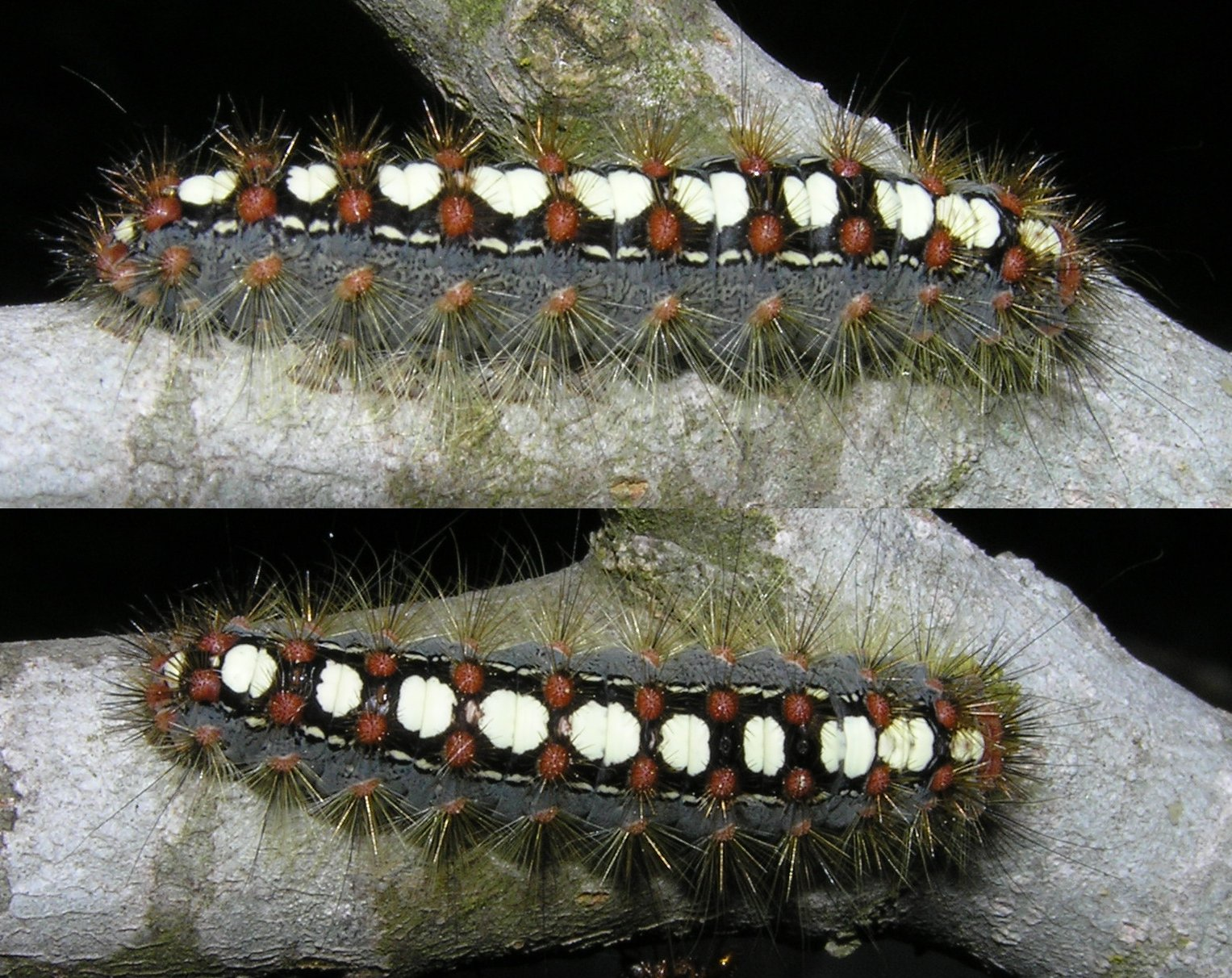
Satijnvlinder
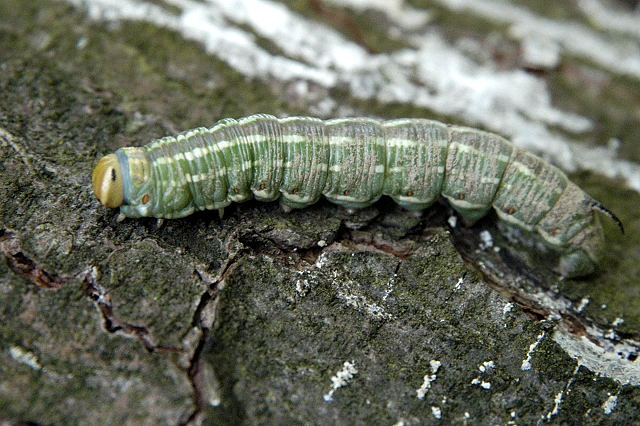
Dennenpijlstaart
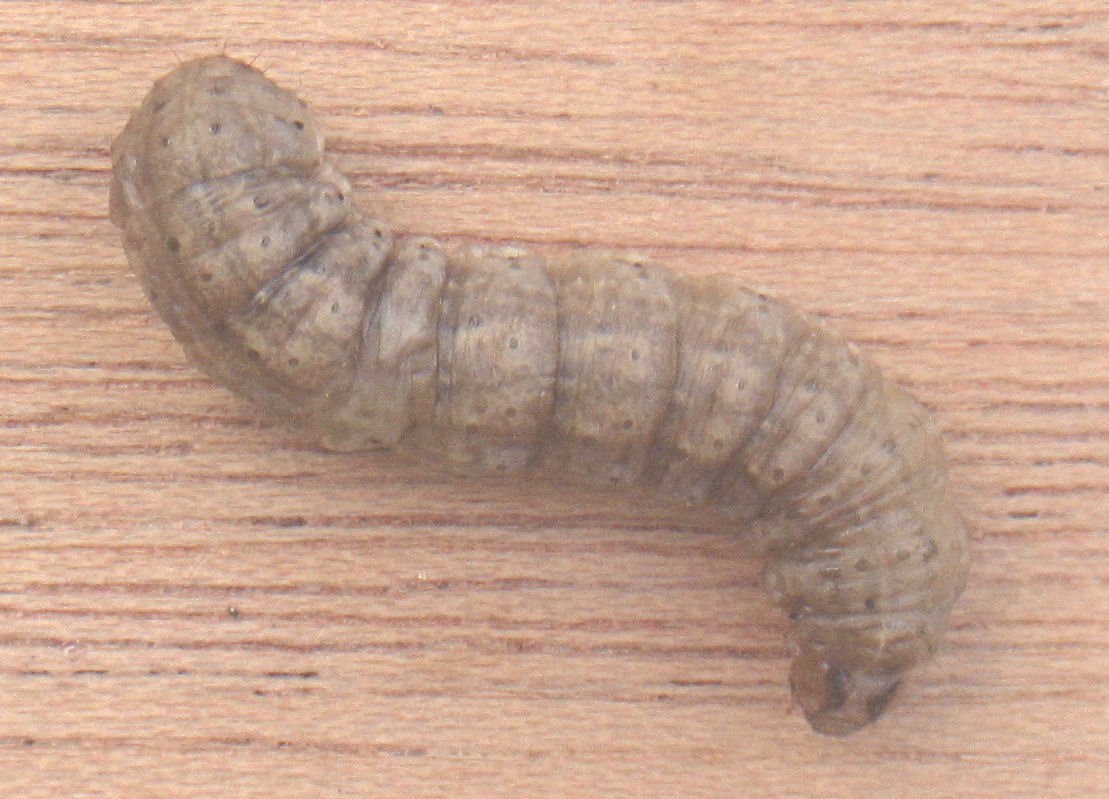
Aardrups van de grote worteluil
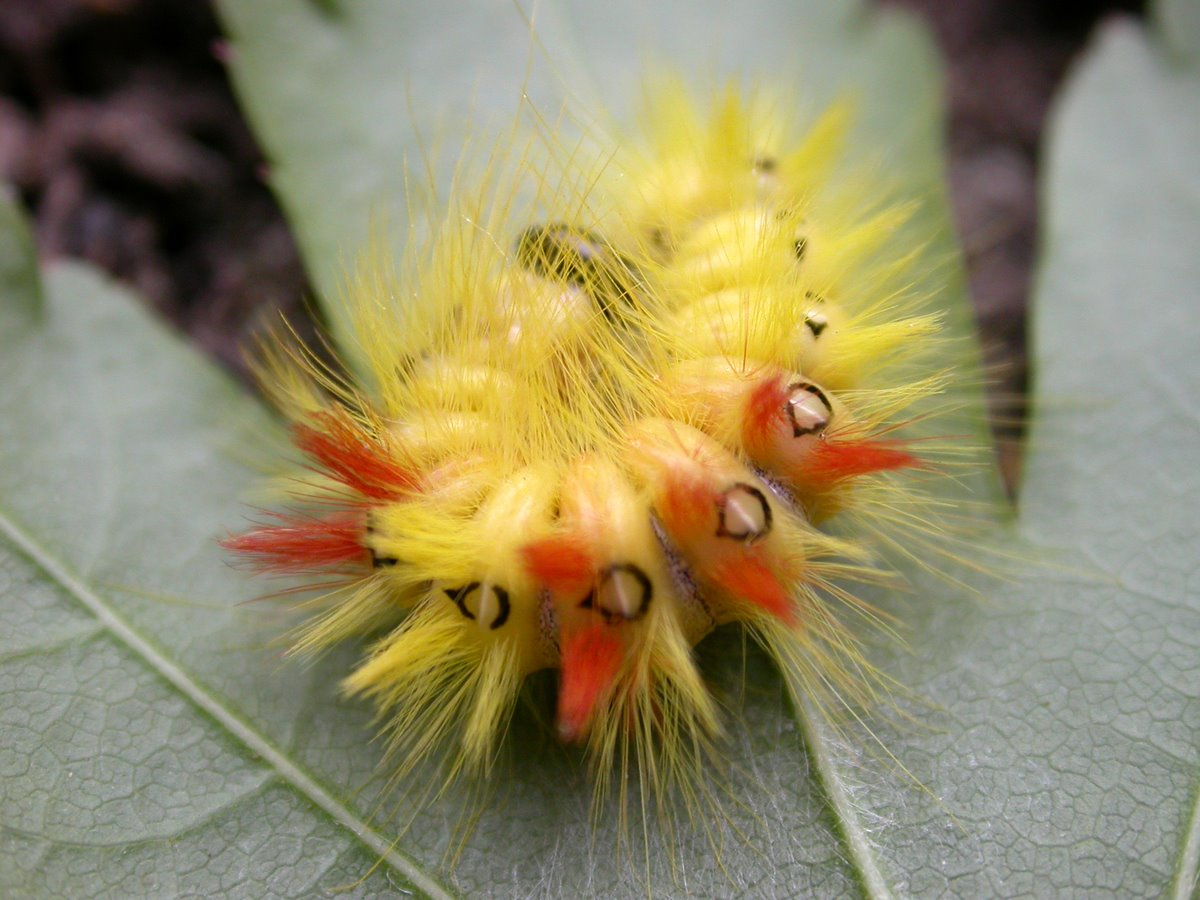
Bont schaapje
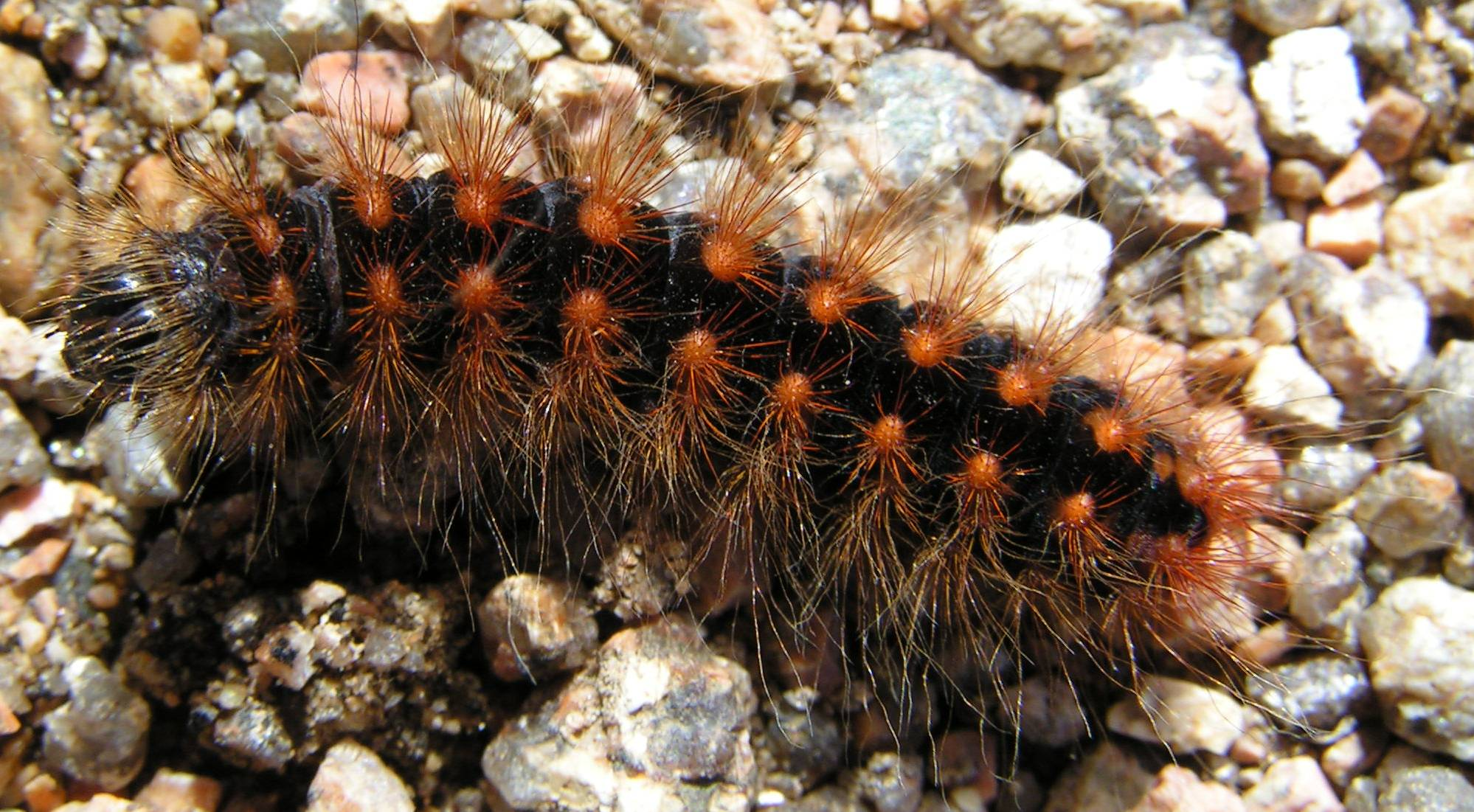
Goudhaaruil
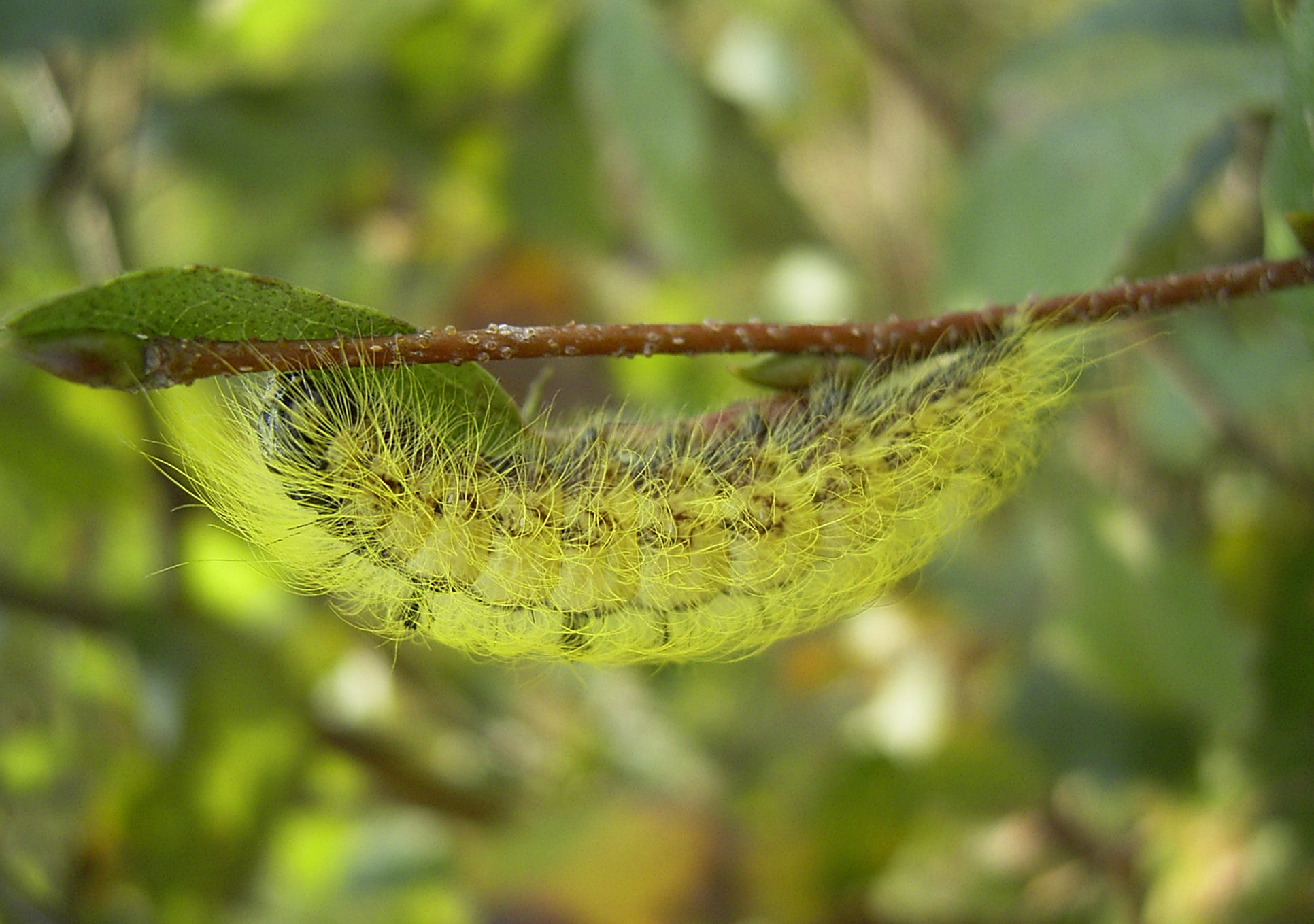
Schaapje
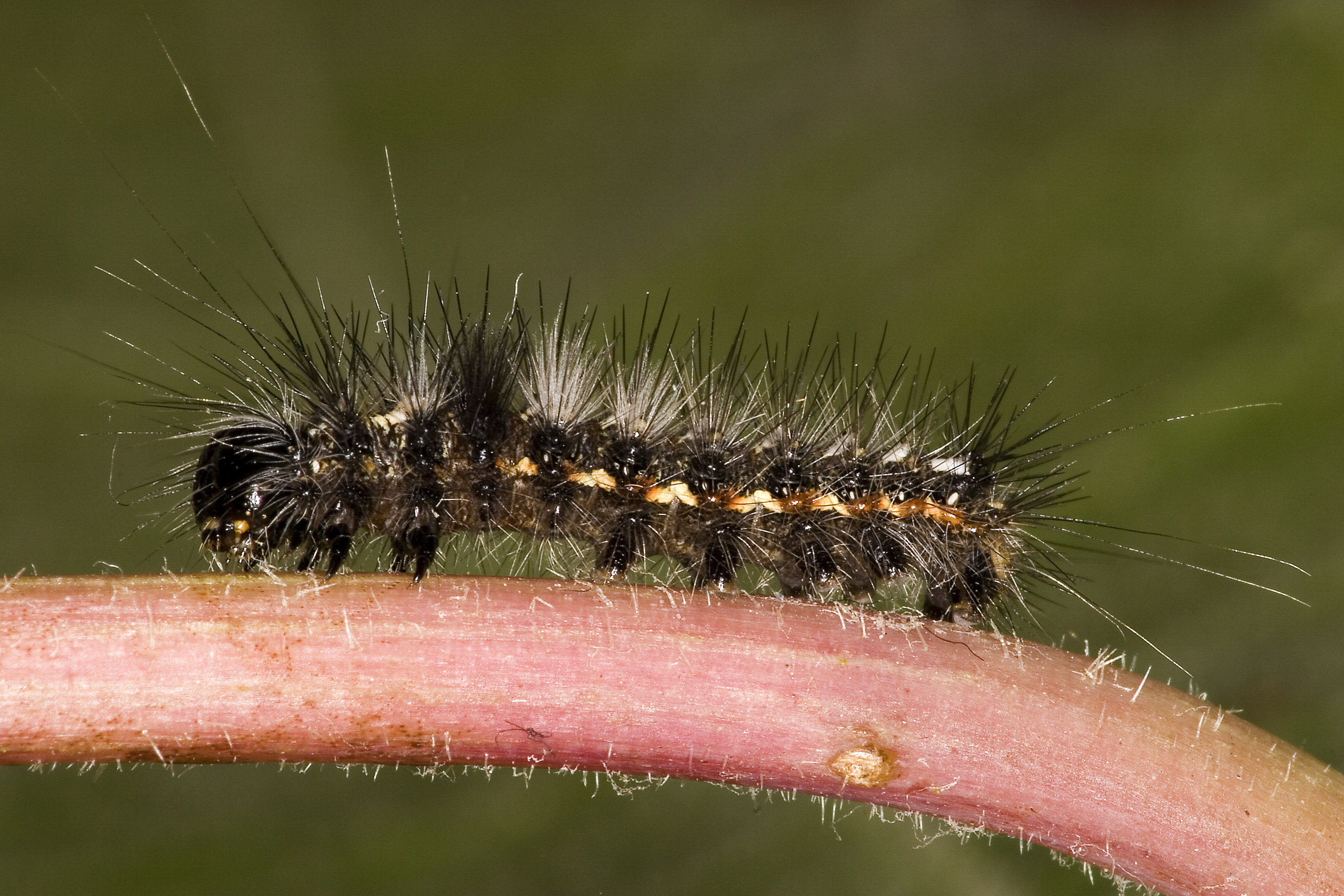
Zuringuil
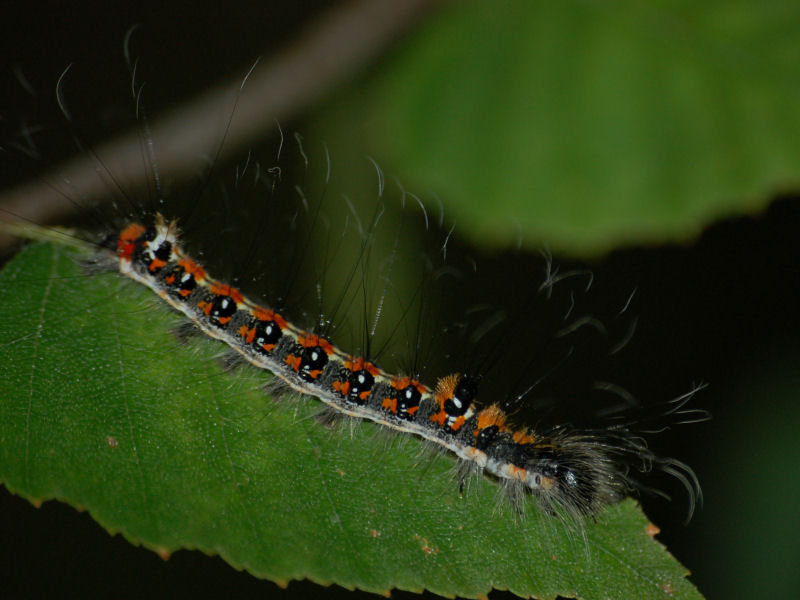
Drietand
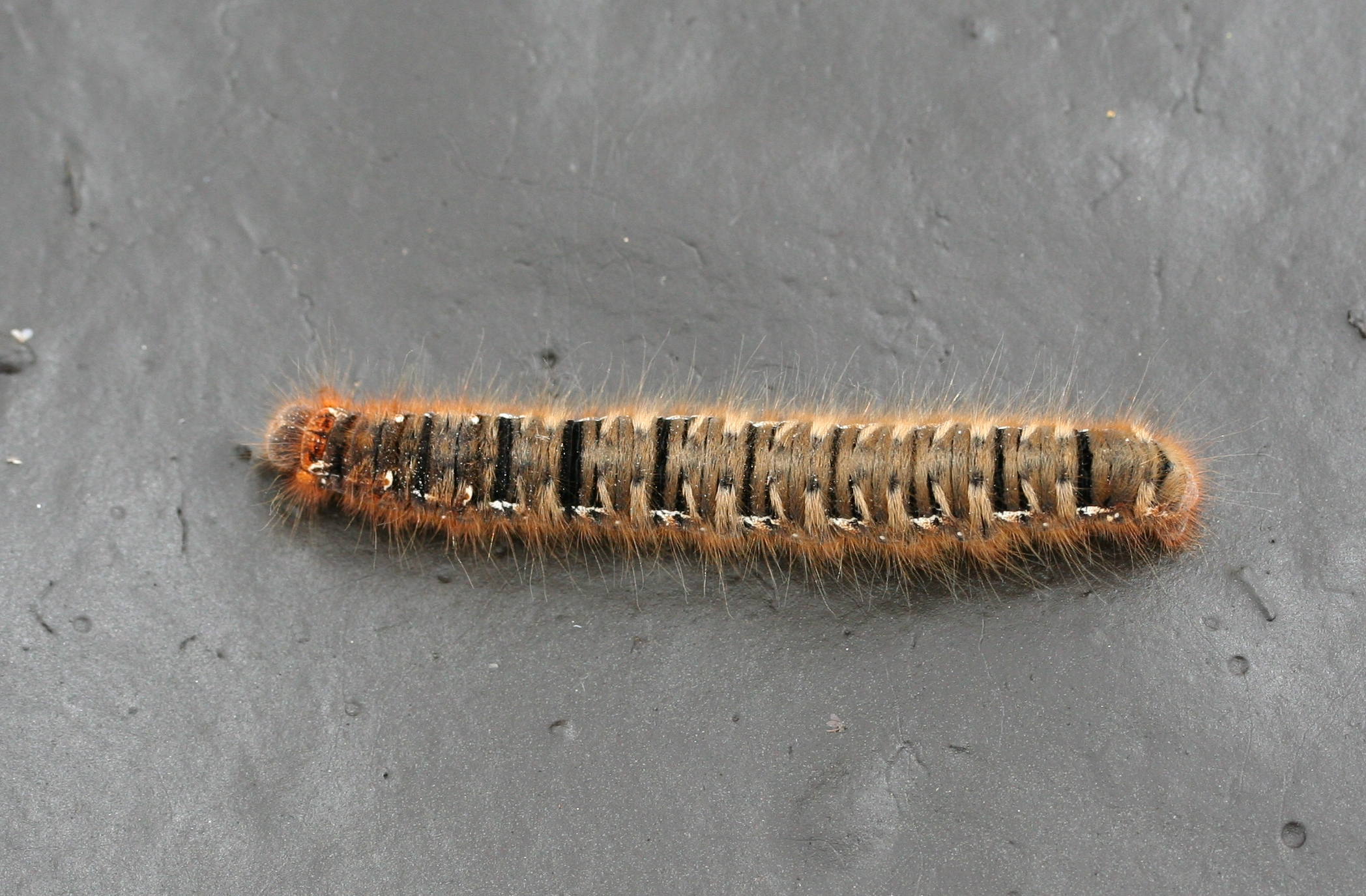
Hageheld
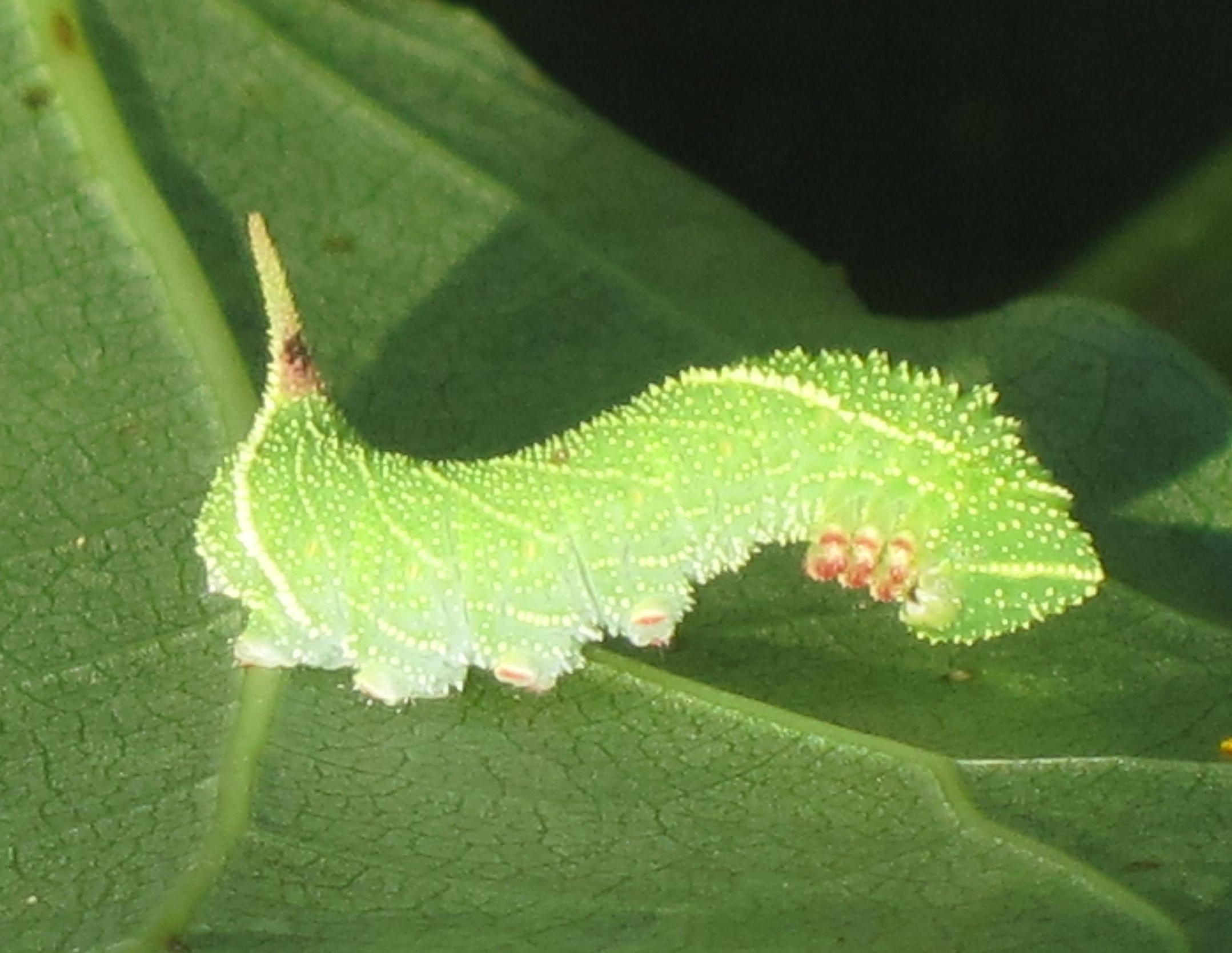
Populierenpijlstaart
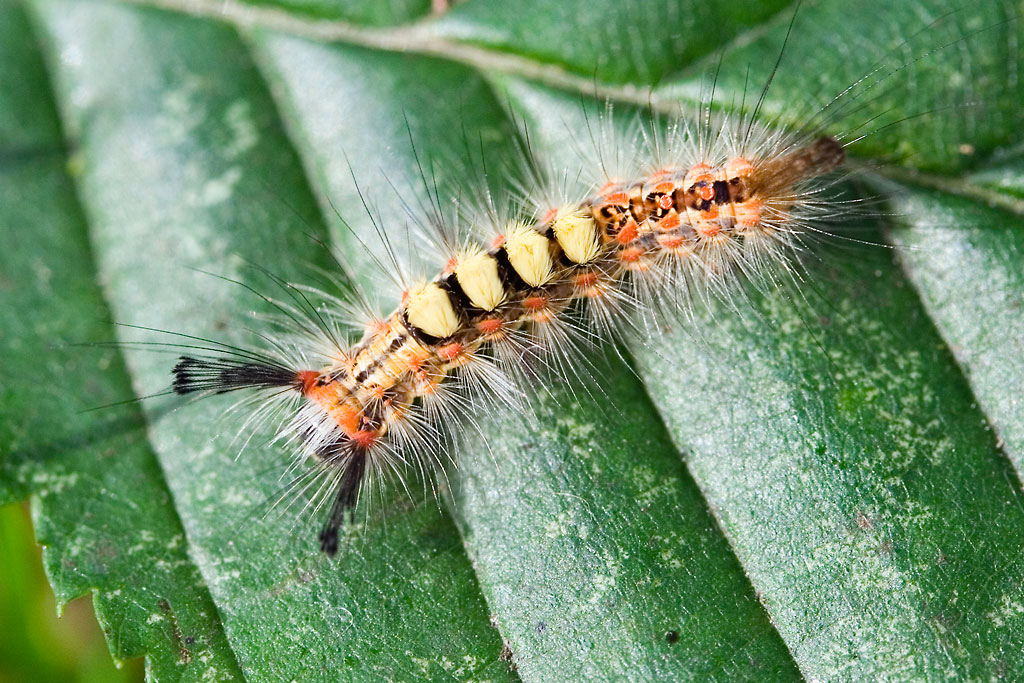
Witvlakvlinder
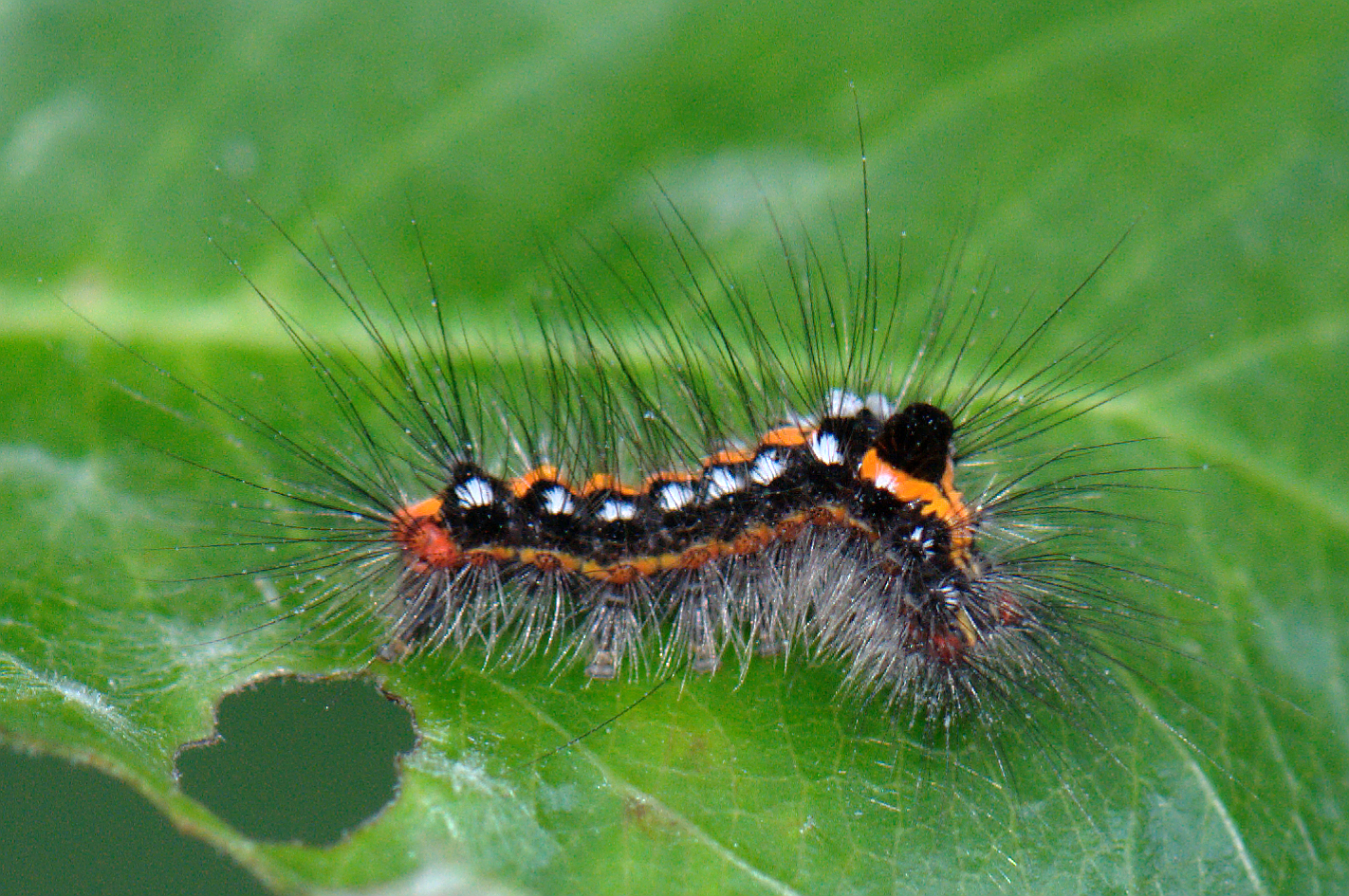
Donsvlinder
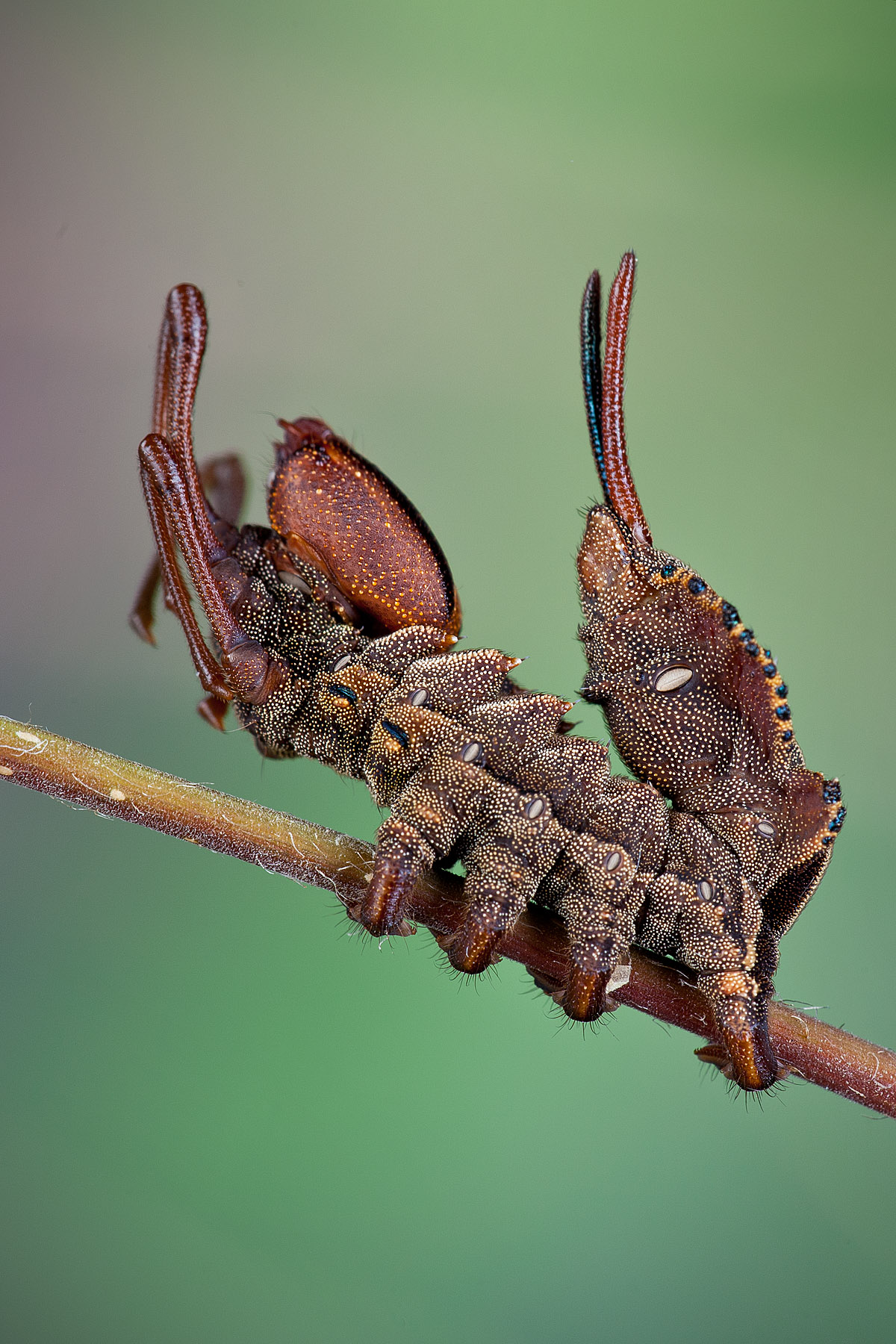
Eekhoorn
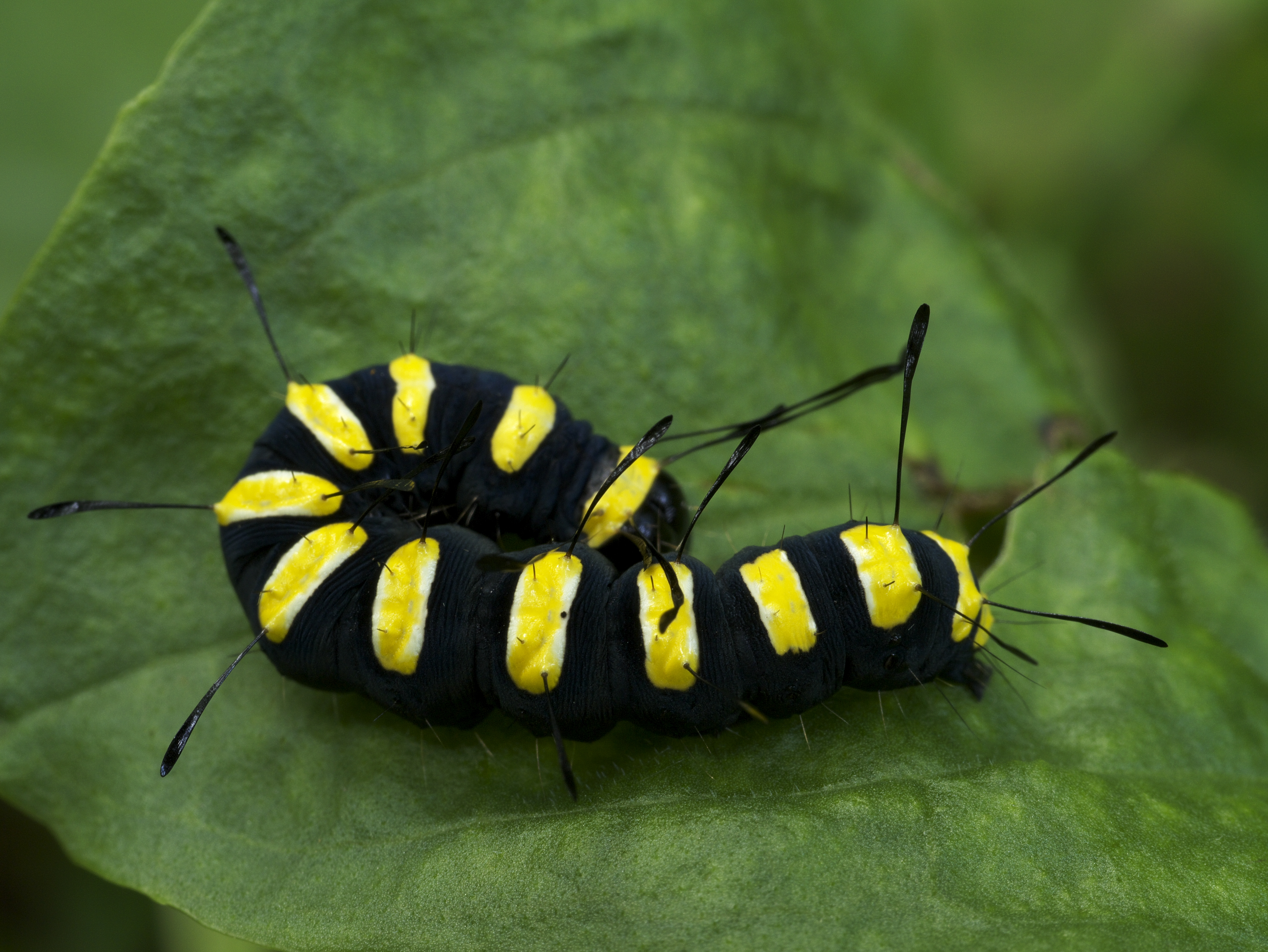
Elzenuil
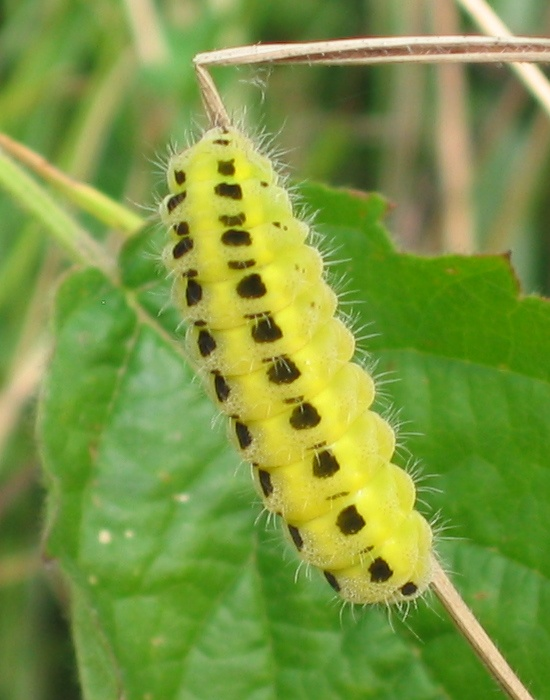
Sint-jansvlinder

## Rupsen algemeen

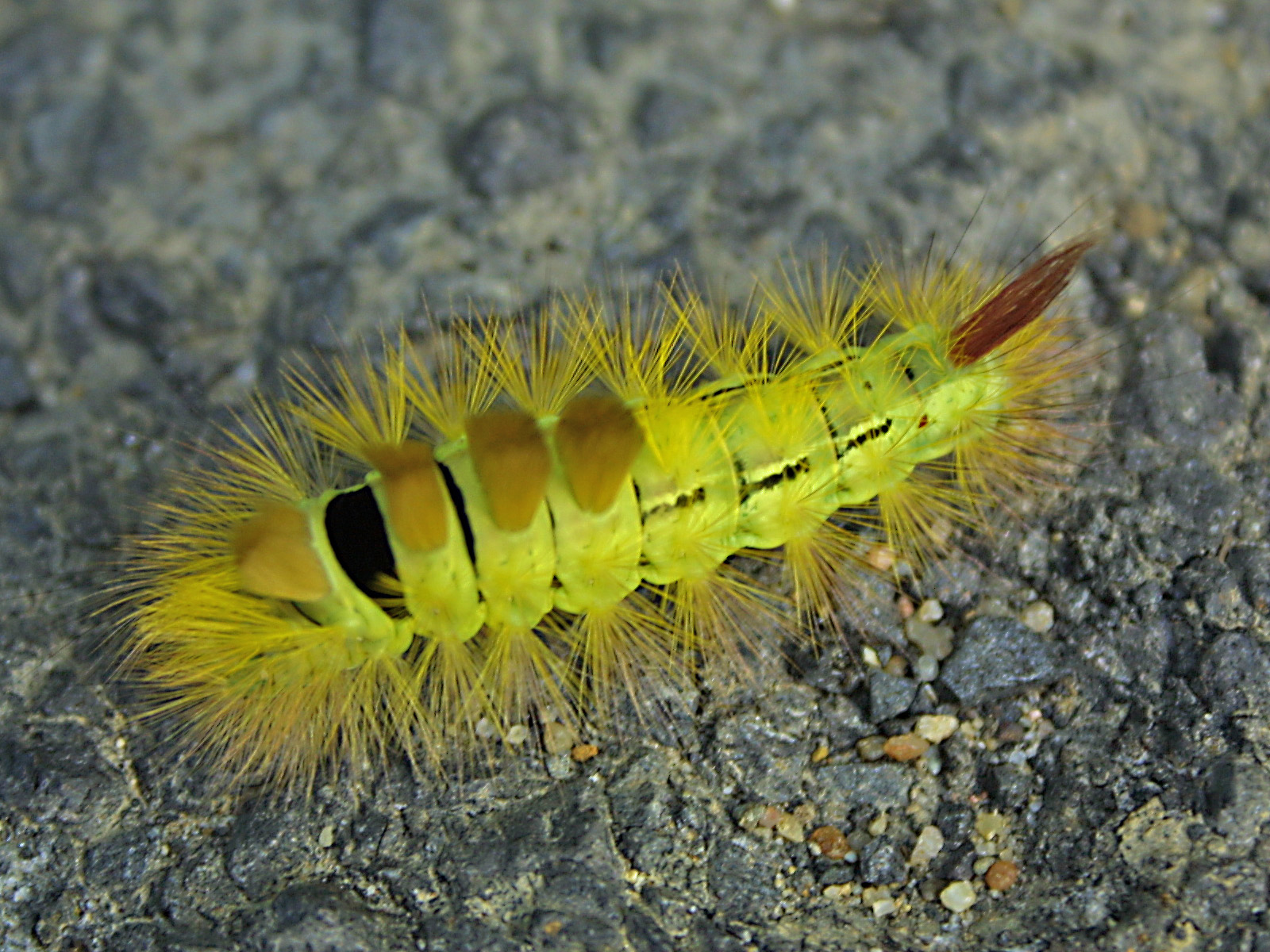
Meriansborstel
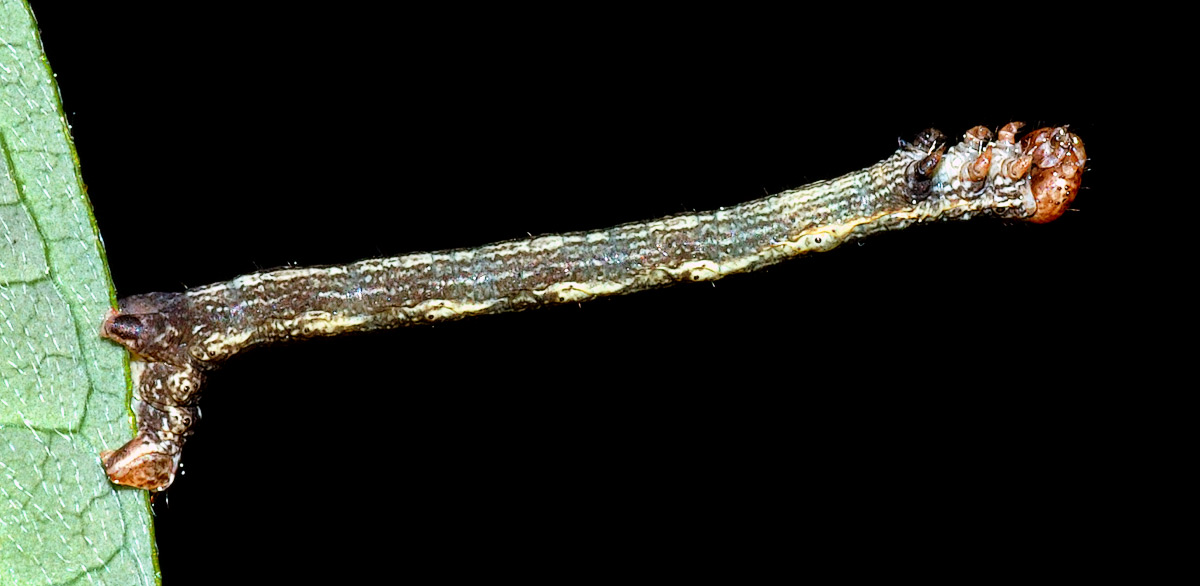
rups spanner
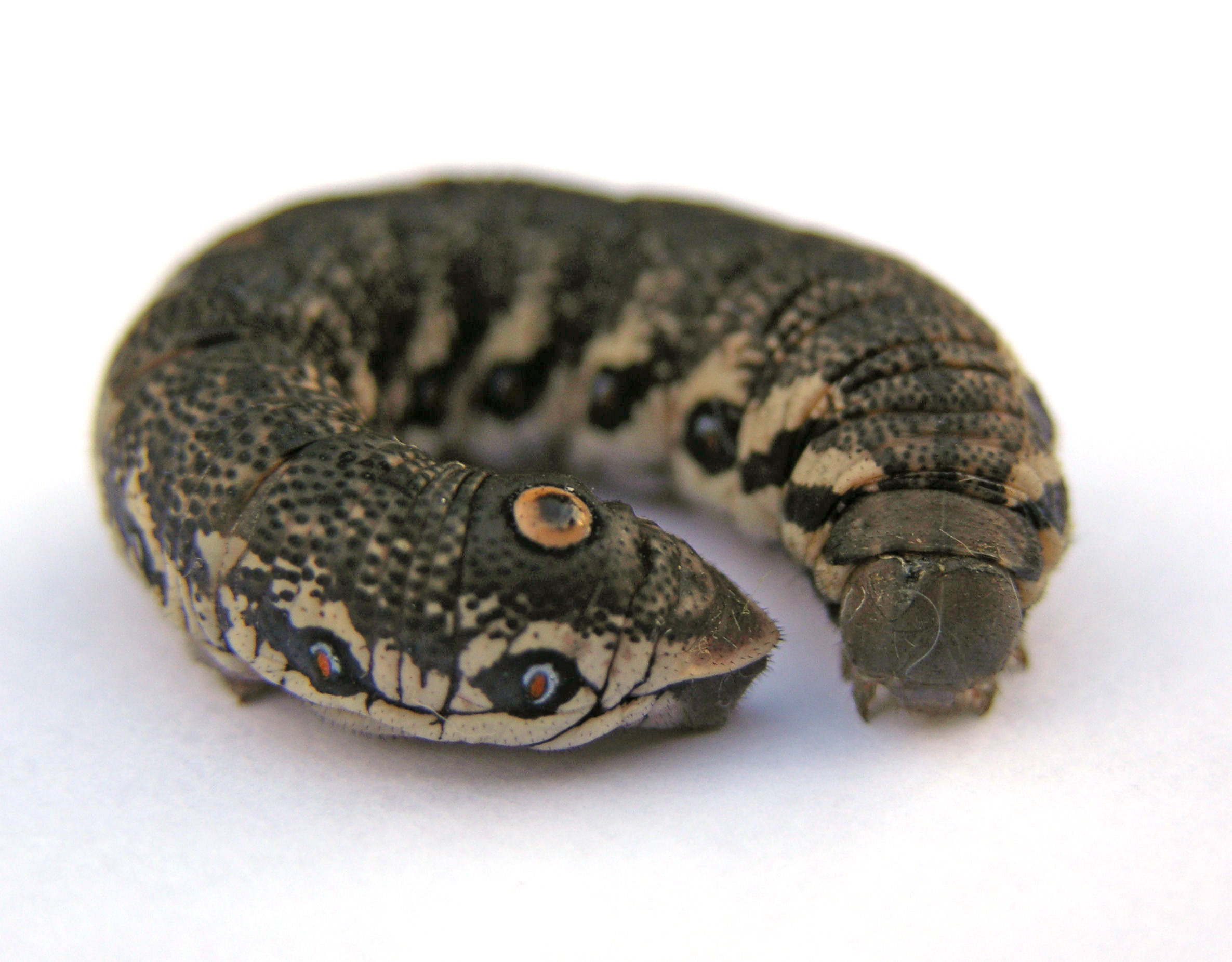
Oogvlekken - Teunisbloempijlstaart
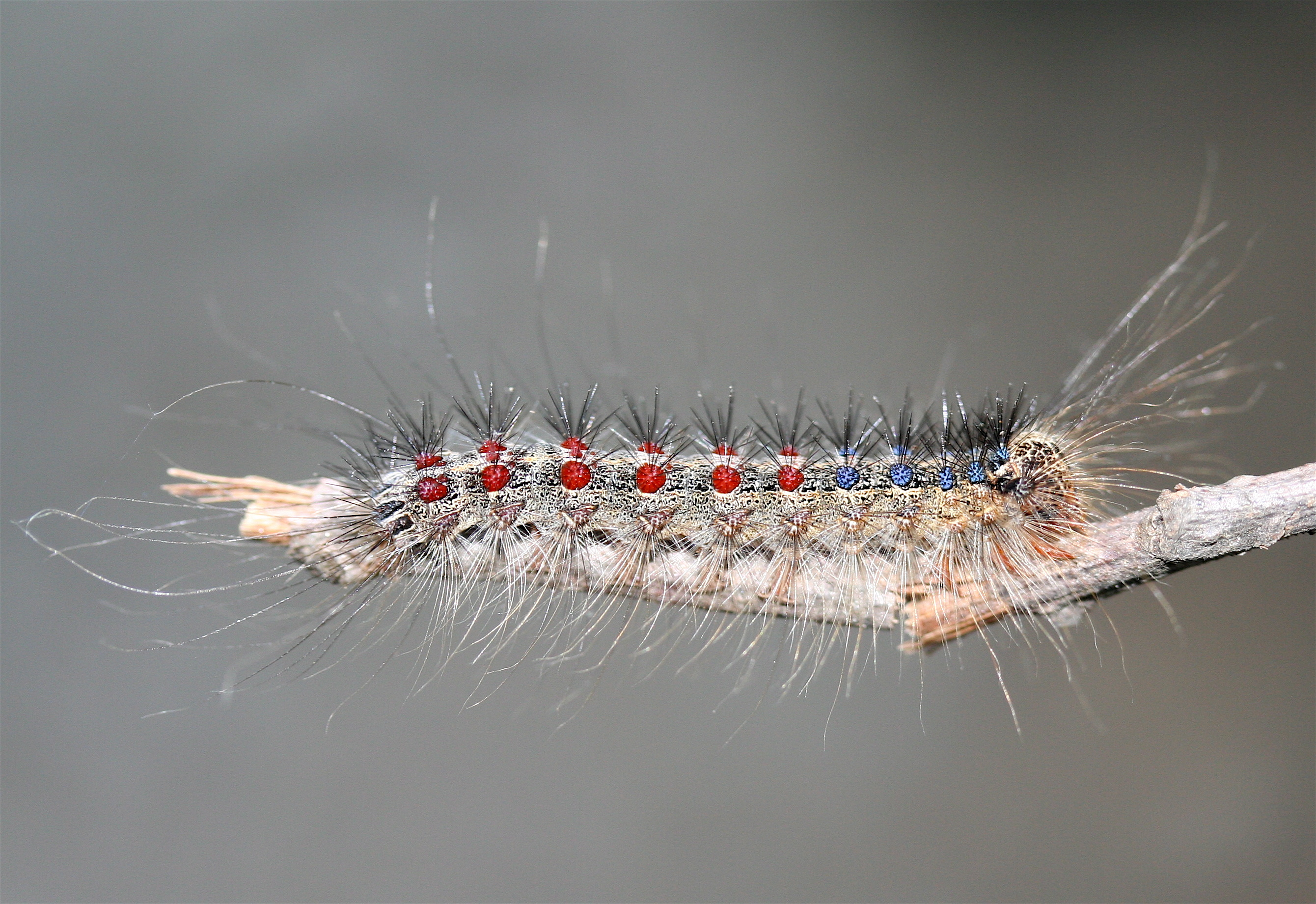
Net een speldenkussen - Plakker
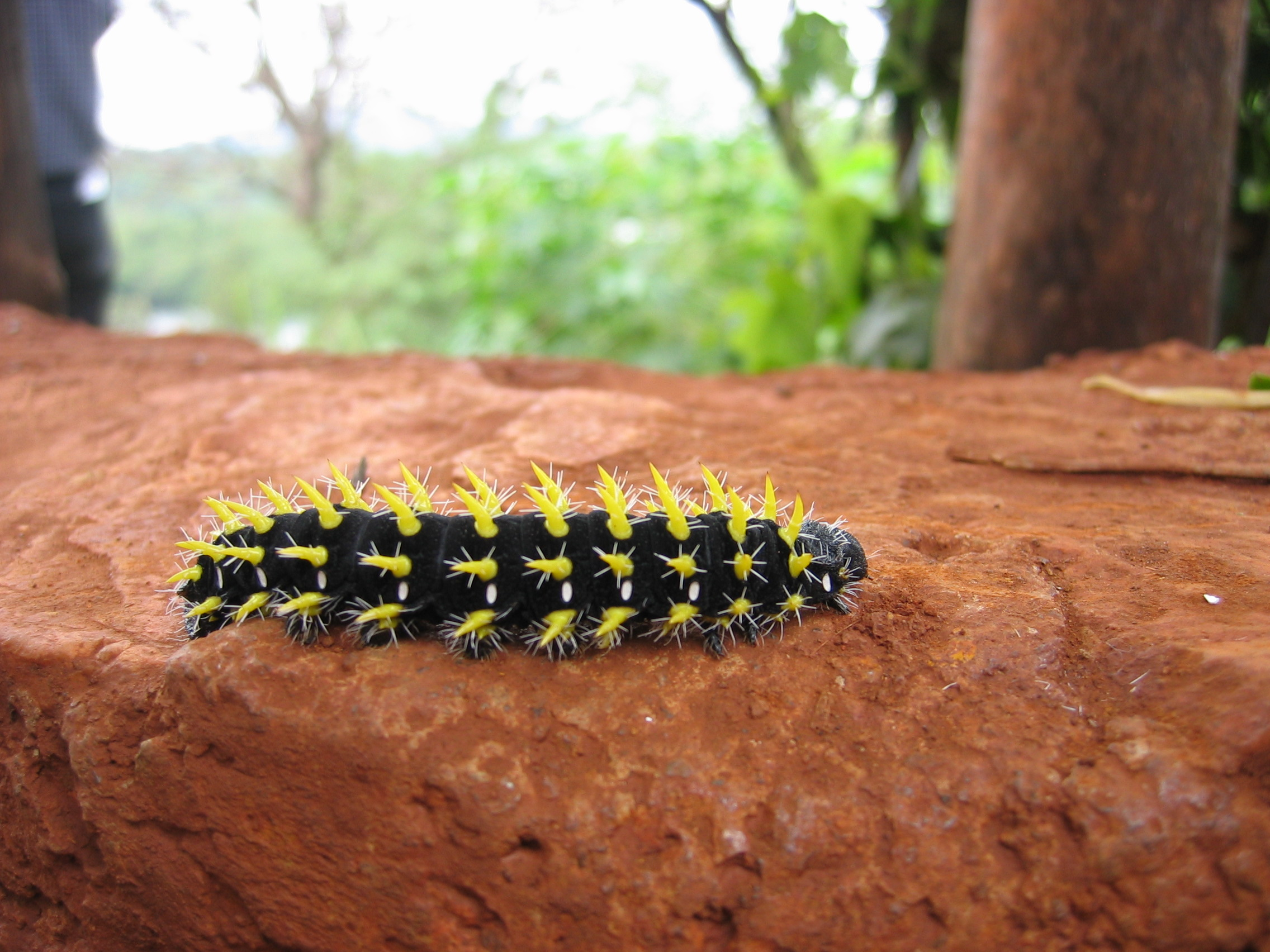
Oegandese soort
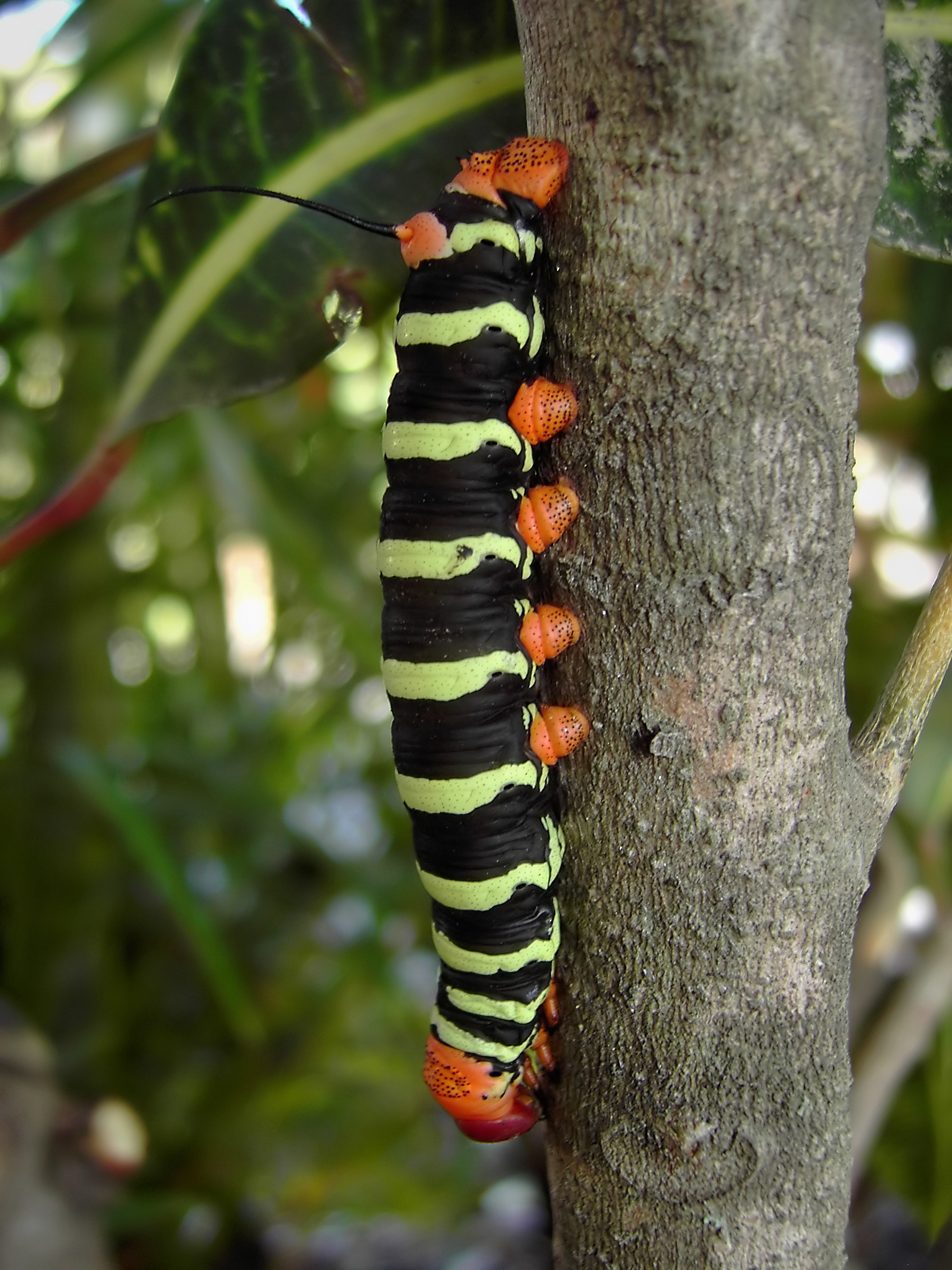
Pseudosphinx tetrio
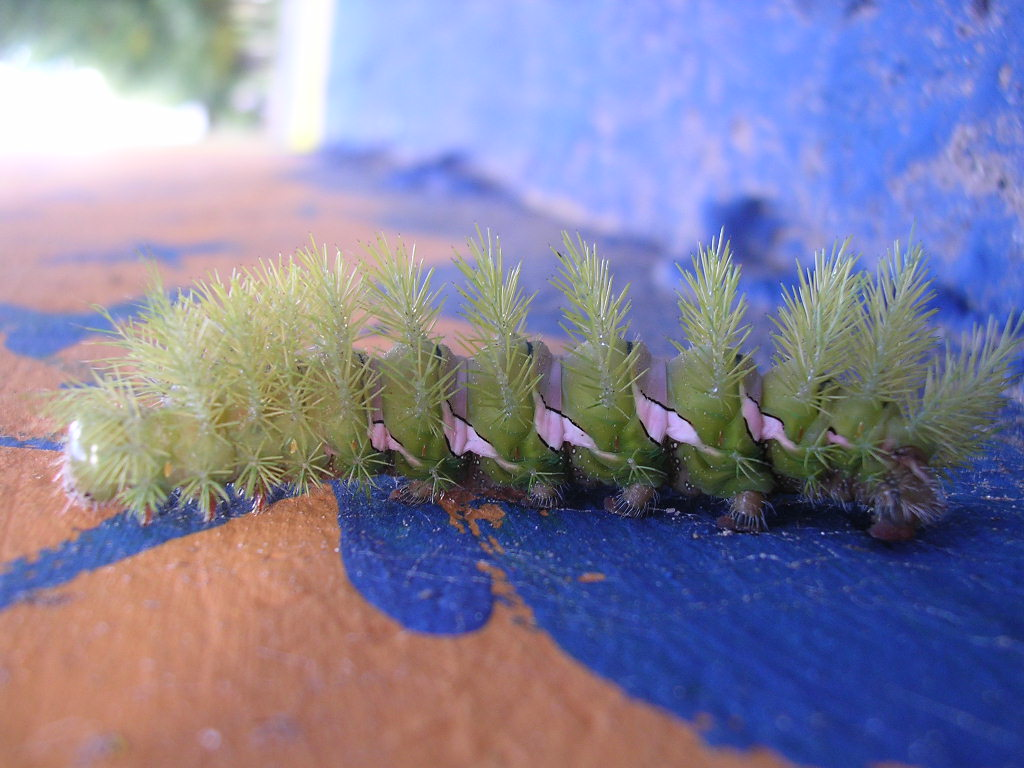
Automeris-soort